# 무함마드
무함마드 ( 570c. – 632년 6월 8일)는 아랍인 종교 및 정치 지도자이자 이슬람교에서 하나님(알라)께서 보내진 마지막 선지자이다. 이슬람교에 따르면, 그는 아담, 노아, 아브라함, 모세, 예수 및 다른 예언자들의 유일신 가르침을 전파하고 확인하도록 신성한 영감을 받은 예언자였다. 그는 이슬람교에서 예언자의 봉인으로 여겨지며, 쿠란과 함께 그의 가르침과 규범적인 모범은 이슬람 종교 신앙의 기초를 형성한다.
무함마드는 메카의 쿠라이시족의 귀족 바누 하시미 가문에서 태어났다. 그는 압둘라 이븐 압둘 무탈립과 아미나 빈트 와흐브의 아들이었다. 부족 지도자 압둘 무탈립의 아들인 그의 아버지 압둘라는 무함마드가 태어날 무렵 사망했다. 그의 어머니 아미나는 그가 여섯 살 때 사망하여 무함마드는 고아가 되었다. 그는 할아버지 압둘 무탈립과 친삼촌 아부 탈리브의 보살핌 아래 성장했다. 훗날 그는 히라산 동굴에 주기적으로 은둔하여 며칠 밤 동안 기도하곤 했다. 40세가 되던  610c.년에 무함마드는 동굴에서 가브리엘의 방문을 받아 알라로부터 첫 계시를 받았다고 보고했다. 613년에 무함마드는 이러한 계시들을 공개적으로 설교하기 시작했으며, "알라는 하나"이며, 알라에게 완전한 "복종" (이슬람)이 올바른 삶의 방식 (딘)이며, 자신은 다른 이슬람의 예언자들과 유사하게 알라의 예언자이자 사도임을 선포했다.
무함마드의 추종자들은 처음에는 소수였으며, 13년 동안 메카 다신교도들의 박해를 경험했다. 지속적인 박해를 피하기 위해 그는 615년에 일부 추종자들을 아비시니아로 보냈으며, 그 후 622년에 자신과 추종자들은 메카에서 메디나 (당시에는 야트립으로 알려짐)로 이주했다. 이 사건인헤지라는 이슬람력의 시작을 알리는 것으로, 히즈리력이라고도 불린다. 메디나에서 무함마드는 메디나 헌장에 따라 부족들을 통합했다. 629년 12월, 메카 부족들과 8년간의 간헐적인 싸움 끝에 무함마드는 10,000명의 무슬림 개종자들로 이루어진 군대를 모아 메카를 향해 진군했다. 정복은 거의 저항 없이 진행되었으며, 무함마드는 최소한의 사상자로 도시를 점령했다. 632년, 작별 순례에서 돌아온 지 몇 달 후 그는 병에 걸려 사망했다. 그가 사망할 무렵, 아라비아반도의 대부분이 이슬람으로 개종했다.
무함마드가 사망할 때까지 받았다고 보고된 계시 (와흐이)는 이슬람교의 기초가 되는 쿠란의 구절 (아야)을 형성하며, 무슬림들은 이를 알라의 말씀이자 그의 마지막 계시로 여긴다. 쿠란 외에도, 하디스로 알려진 전해진 기록과 그의 전기 (시라)에서 발견되는 무함마드의 가르침과 관습은 이슬람 법의 원천으로도 지지되고 사용된다. 이슬람교 외에도, 무함마드는 시크교에서 영감을 주는 인물로, 드루즈 신앙에서 일곱 주요 예언자 중 한 명으로, 그리고 바하이 신앙에서 신의 현현으로 칭송받았다.

## 같이 보기

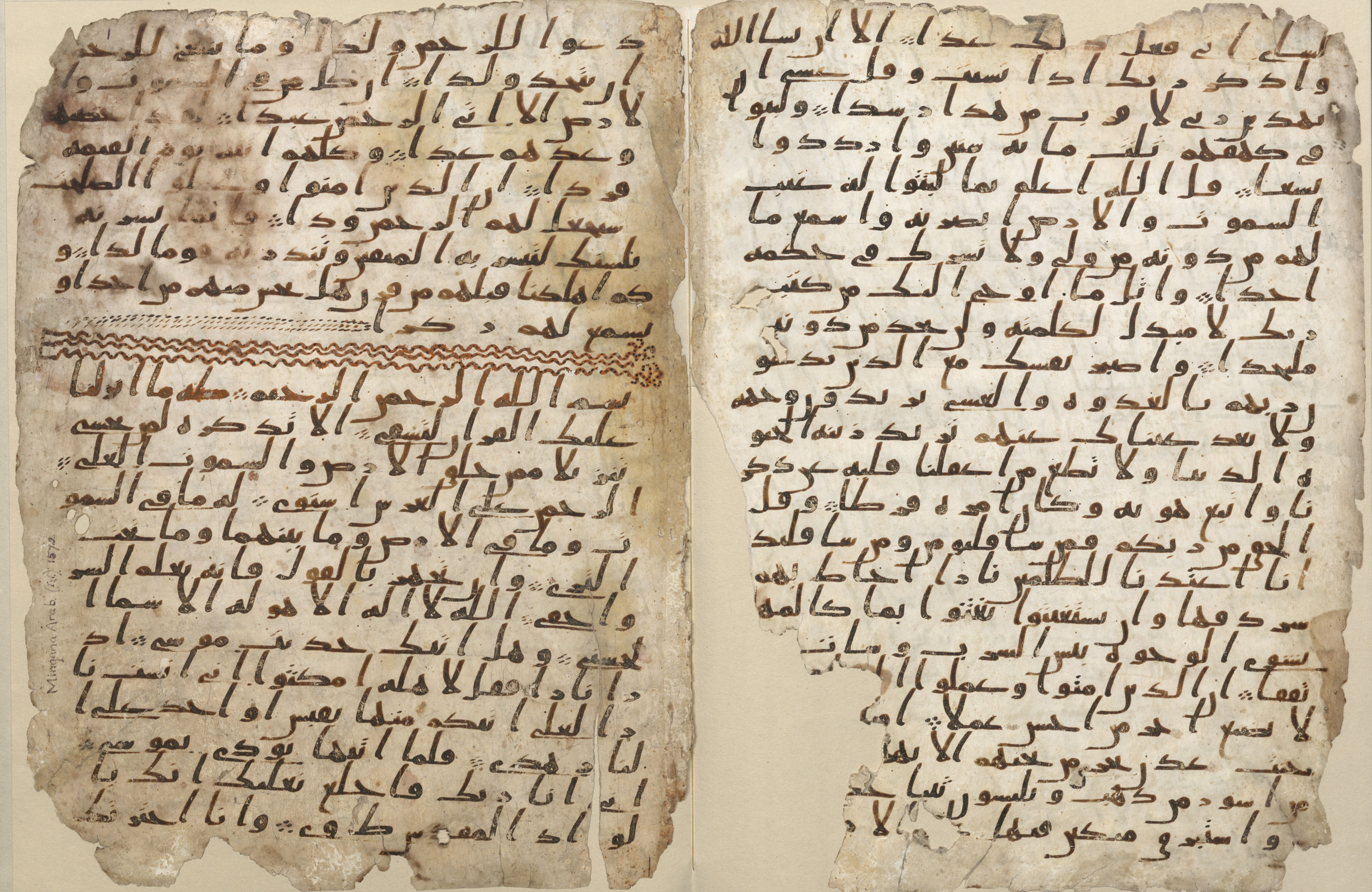
히자지 서체로 쓰여진 버밍엄 쿠란 필사본의 두 폴리오. 무함마드 생애 동안 (c. 568–645) 쓰였을 것으로 추정되는 초기 쿠란 필사본이다.

### 쿠란
쿠란은 이슬람교의 중심 경전이다. 무슬림들은 쿠란이 대천사 가브리엘을 통해 무함마드에게 계시된 알라의 말씀을 나타낸다고 믿는다. 쿠란은 주로 여러 구절에서 무함마드로 언급되는 단일 "알라의 사도"에게 향해 있다. 쿠란 본문은 또한 쿠라이시족에 의해 추방된 후 그의 추종자들이 야트립에 정착한 것을 설명하며, 바드르에서의 무슬림 승리와 같은 군사적 충돌을 간략하게 언급한다.
그러나 쿠란은 무함마드의 연대기적 전기에 대한 최소한의 도움만 제공한다. 대부분의 쿠란 구절은 중요한 역사적 맥락과 연대표를 제공하지 않는다. 무함마드의 동반자들 중 거의 아무도 쿠란에 이름으로 언급되지 않아, 간결한 전기를 위한 충분한 정보를 제공하지 않는다. 버밍엄 쿠란 필사본은 방사성 탄소 연대 측정 결과 568년에서 645년 사이로 거슬러 올라가지만, 필사본 발견자는 양피지에 쓰인 본문은 더 늦은 시기의 것이라고 주장했다.

### 초기 전기

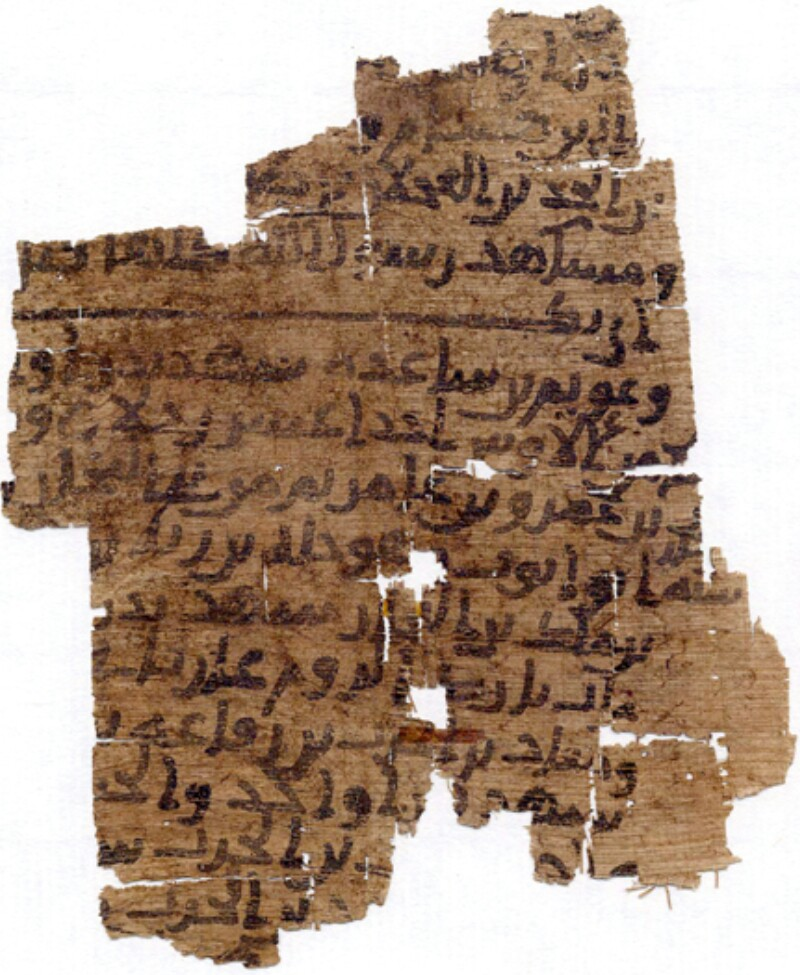
이븐 히샴의 알 시라 알 나바위야의 초기 필사본. 833년 그의 사망 직후 그의 제자들에 의해 전파된 것으로 여겨진다.

무함마드의 삶에 대한 중요한 자료는 히즈라 시대의 2세기와 3세기 (주로 서기 8세기와 9세기) 작가들의 역사적 저작에서 찾을 수 있다. 여기에는 무함마드의 삶에 대한 추가 정보를 제공하는 전통적인 무슬림 전기가 포함된다.
가장 초기의 쓰여진 시라(무함마드의 전기 및 그에게 귀속된 인용문)는 이븐 이스하크의 알라의 사도의 삶으로,  767c.년 (150 AH)에 쓰여졌다. 원본은 소실되었지만, 이 시라는 이븐 히샴의 저작과 알 타바리의 저작에 광범위한 발췌문으로 남아 있다. 그러나 이븐 히샴은 무함마드 전기의 서문에서 이븐 이스하크의 전기에서 "특정 사람들을 괴롭힐 만한" 내용은 생략했다고 썼다. 또 다른 초기 역사 자료는 알와키디 (d. 207 AH)의 무함마드 군사 작전 역사와 와키디의 비서 이븐 사드 알 바그다디 (d. 230 AH)의 저작이다. 이러한 초기 전기적 노력 덕분에 무함마드에 대해서는 다른 주요 종교 창시자들보다 더 많이 알려져 있다. 많은 학자들이 이러한 초기 전기를 진본으로 받아들인다. 그러나 와키디의 전기는 그의 방법, 특히 자료 출처를 생략한 결정 때문에 이슬람 학자들에게 널리 비판받았다. 최근 연구들은 학자들이 법률적 문제와 순수 역사적 사건을 다루는 전통을 구별하게 만들었다. 법률적 집단에서는 전통이 날조의 대상이 될 수 있었던 반면, 역사적 사건은 예외적인 경우를 제외하고는 "성향적인 형성"에만 영향을 받았을 수 있다. 다른 학자들은 이 방법의 신뢰성에 의문을 제기하며, 전통을 순수 법률적 범주와 역사적 범주로 깔끔하게 나눌 수 없다고 주장했다. 서양 역사가들은 이러한 초기 전기의 목적이 엄밀하고 정확하게 역사를 기록하기보다는 주로 메시지를 전달하는 데 있었다고 설명한다.

### 하디스

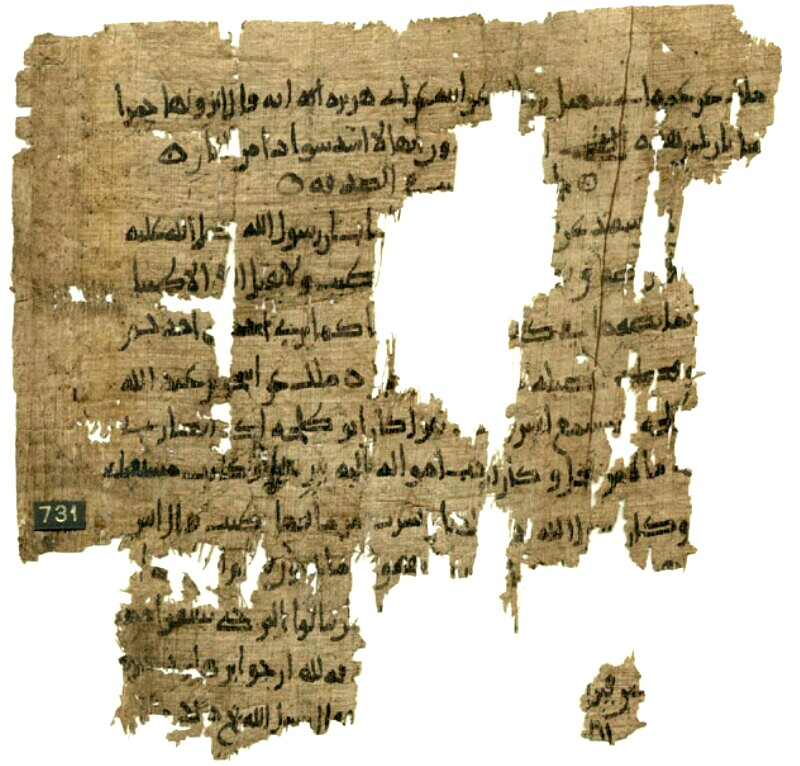
말리크 이븐 아나스의 무와타의 초기 필사본. 그의 생애 중 c. 780년에 쓰여졌다.

다른 중요한 자료로는 하디스집, 즉 무함마드에게 귀속된 언어적, 육체적 가르침과 전통에 대한 기록들이 있다. 하디스들은 그의 사망 후 여러 세대에 걸쳐 무함마드 알부카리, 무슬림 이븐 알하자지, 무함마드 이븐 이사 앗 티르미디, 압드 아르 라흐만 알 나사이, 아부 다우드, 이븐 마자, 말리크 이븐 아나스, 알다라쿠트니를 포함한 무슬림 학자들에 의해 편찬되었다.
무슬림 학자들은 일반적으로 전기 문헌 대신 하디스에 더 큰 비중을 두었는데, 하디스는 전통적인 전달 사슬 (이스나드)을 유지하기 때문이다. 전기 문헌에는 그러한 사슬이 없으므로 그들의 관점에서는 검증할 수 없다. 하디스는 일반적으로 무함마드에 대한 이상화된 견해를 제시한다. 서양 학자들은 이러한 전달 사슬의 검증 가능성에 대해 회의를 표했다. 서양 학자들은 이슬람 초기에 특정 신학적, 법적 입장을 지지하기 위해 하디스의 광범위한 조작이 있었다고 널리 믿고 있으며, "하디스 컬렉션에서 찾을 수 있는 상당수의 틀:Tlitn가 실제로 예언자로부터 유래하지 않았을 가능성이 매우 높다"고 제안되었다. 또한, 전달 사슬이 진정하더라도 하디스의 의미는 원래의 이야기에서 최종적으로 기록될 때까지 변질되었을 수 있다. 전반적으로 일부 서양 학자들은 하디스 컬렉션을 정확한 역사적 자료로 조심스럽게 보았지만, 서양 학계의 "지배적인 패러다임"은 그 신뢰성을 의심하는 것이다. 빌페르트 마델룽과 같은 학자들은 후대에 편찬된 하디스를 거부하지 않고, 역사적 맥락에서 판단한다.

## 메카 시기

### 초기 생애
틀:Muhammad timeline in Mecca

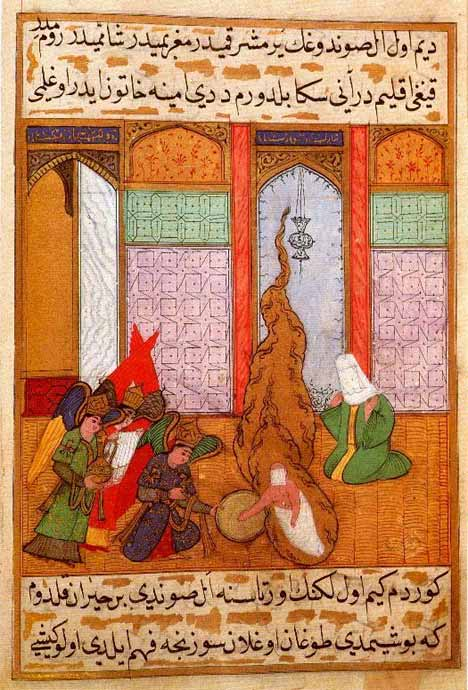
16세기 시예르 이 네비에 묘사된 무함마드의 탄생

무함마드 이븐 압둘라 이븐 압둘 무탈립 이븐 하심은  570c.년에 메카에서 태어났으며, 그의 생일은 라비 알아우왈월이라고 여겨진다. 그는 서부 아라비아의 지배적인 세력이었던 쿠라이시족의 바누 하시미 가문에 속했다. 그의 가문은 부족 내에서 더 저명한 가문 중 하나였지만, 그의 어린 시절에는 번영이 부족했던 것으로 보인다.
무슬림 전승에 따르면, 무함마드는 이슬람 이전 아라비아에서 일신교를 신봉했던 하니프였다. 그는 또한 아브라함의 아들인 이스마엘의 후손이라고도 주장된다.
무함마드라는 이름은 아랍어로 "칭찬받을 만한"이라는 뜻이며, 쿠란에 네 번 등장한다. 그는 젊었을 때 "알 아민" (직역: '충실한')으로도 알려졌으나, 역사가들은 그것이 그의 본성을 반영하여 사람들이 부여한 이름인지 아니면 단순히 그의 어머니 이름인 "아미나"의 남성형으로 부모님이 지어준 이름인지에 대해 의견이 다르다. 무함마드는 아들 카심이 태어난 후 생애 후반에 아부 알 카심이라는 쿠냐를 얻었으나, 카심은 2년 후 사망했다.
이슬람 전승에 따르면, 무함마드의 출생 연도는 코끼리의 해와 일치하는데, 이는 전 힘야르 왕국의 악숨 부왕 아브라하가 메카를 정복하려 했으나 실패했던 해이다. 그러나 최근 연구들은 이 개념에 이의를 제기하는데, 다른 증거들은 그 원정(만약 있었다면)이 무함마드 탄생 훨씬 이전에 일어났을 것이라고 시사한다. 후대의 무슬림 학자들은 아브라함의 유명한 이름을 쿠란 105:1-5의 "코끼리 부대"에 대한 불분명한 구절을 설명하기 위해 무함마드 탄생 서사에 연결시켰을 것으로 추정된다. 옥스퍼드 후기 고대사 핸드북은 아브라함의 코끼리 전쟁 원정 이야기를 신화로 간주한다.
무함마드의 아버지 압둘라 이븐 압둘 무탈립은 그가 태어나기 약 6개월 전에 사망했다. 무함마드는 그 후 2살이 될 때까지 그의 양어머니 할리마 빈트 아비 드후와이브와 그녀의 남편과 함께 지냈다. 6살이 되던 해, 무함마드는 친어머니 아미나를 병으로 잃고 고아가 되었다. 그 후 2년 동안, 그가 8살이 될 때까지 무함마드는 친할아버지 압둘 무탈립의 보호 아래 있다가 할아버지가 사망하자 삼촌 아부 탈리브의 보살핌을 받게 되었다. 그는 바누 하시미의 새로운 지도자였다. 아부 탈리브의 형제들은 무함마드의 학습을 도왔는데, 가장 어린 함자는 무함마드에게 궁술, 검술 및 무예를 가르쳤다. 또 다른 삼촌인 압바스는 무함마드에게 시리아로 가는 길의 북쪽 구간에서 대상을 이끄는 일을 주었다.
무함마드 초기 생애 동안 메카의 역사적 기록은 제한적이고 단편적이어서 사실과 전설을 구별하기 어렵다. 여러 이슬람 서사는 무함마드가 어릴 적 삼촌 아부 탈리브와 함께 시리아로 무역 여행을 갔고, 그곳에서 승려 바히라를 만났는데, 그가 무함마드의 예언자 됨을 예언했다고 전한다. 이 이야기에는 서로 모순되는 세부 사항을 가진 여러 버전이 존재한다. 바히라와 무함마드의 만남에 대한 모든 기록은 현대 역사가들과 일부 중세 무슬림 학자들(예: 알다하비)에 의해 허구로 간주되었다.
그 후 무함마드는 사촌이자 첫사랑인 파키타 빈트 아비 탈리브에게 청혼했다. 그러나 아마도 가난 때문에 그의 제안은 그녀의 아버지 아부 탈리브에게 거절당했고, 아부 탈리브는 더 저명한 구혼자를 선택했다. 25세가 되자 무함마드의 운은 바뀌었다. 그의 사업 명성은 40세의 먼 친척인 카디자의 관심을 끌었다. 카디자는 부유한 사업가로, 낙타 무역 산업에서 성공적인 경력을 쌓았다. 그녀는 그에게 자신의 낙타 무리 중 하나를 시리아로 이끌어달라고 요청했고, 그가 원정에서 보여준 능력에 깊은 인상을 받아 그에게 결혼을 제안했다. 무함마드는 그녀의 제안을 받아들였고, 그녀가 사망할 때까지 그녀와 일부일처 관계를 유지했다.

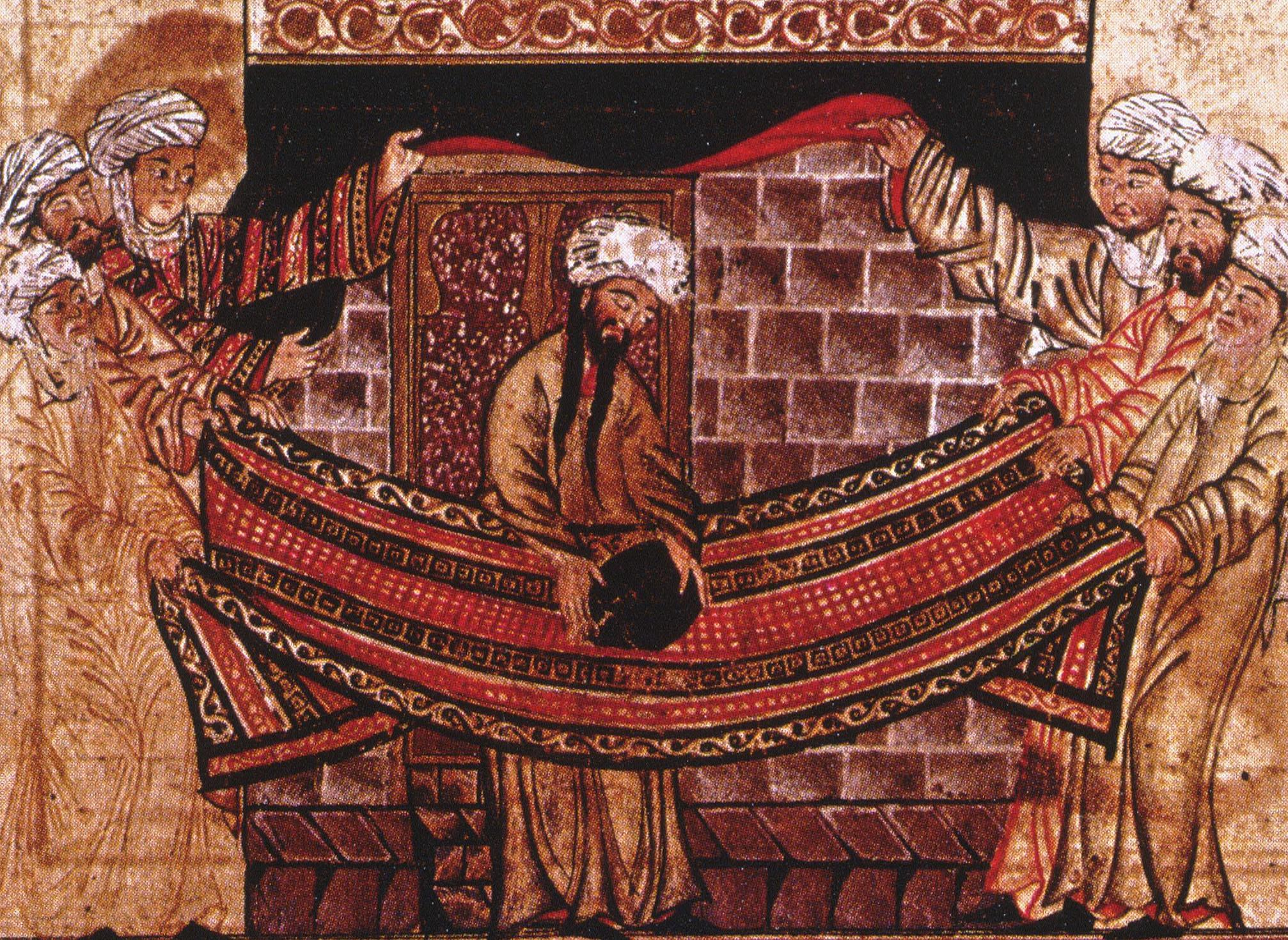
라시드웃딘의 자미 알 타와리크에서 발췌한 1315년경 (일 칸국 시대)의 세밀화. 605년 검은 돌을 다시 제자리에 놓는 무함마드의 역할을 묘사한다.

605년, 쿠라이시족은 이전에 벽으로만 이루어졌던 카바에 지붕을 얹기로 결정했다. 새로운 무게를 지탱하기 위해 완전히 재건축할 필요가 있었다. 신들을 노엽게 할까 봐 염려하는 가운데, 한 남자가 곡괭이를 들고 나섰다. 그는 "오, 여신이여! 두려워 마소서! 우리의 의도는 오로지 최선만을 위한 것입니다."라고 외쳤다. 그 말과 함께 그는 카바를 허물기 시작했다. 불안한 메카인들은 밤새 신의 보응을 기다렸지만, 다음 날 그가 무사히 작업을 계속하자 이는 하늘의 승인으로 여겨졌다. 이븐 이스하크가 수집한 서사에 따르면, 검은 돌을 다시 붙일 때 어느 부족이 그 특권을 가져야 하는지에 대한 논쟁이 발생했다. 카바 법정에 처음 들어오는 사람이 중재를 맡기로 결정되었다. 무함마드가 이 역할을 맡아 망토를 요청했다. 그는 돌을 망토 위에 놓고, 부족 대표들이 함께 들어 올려 제자리에 놓도록 안내했다. 그 후 그는 직접 돌을 벽 안에 고정시켰다.

### 쿠란의 시작

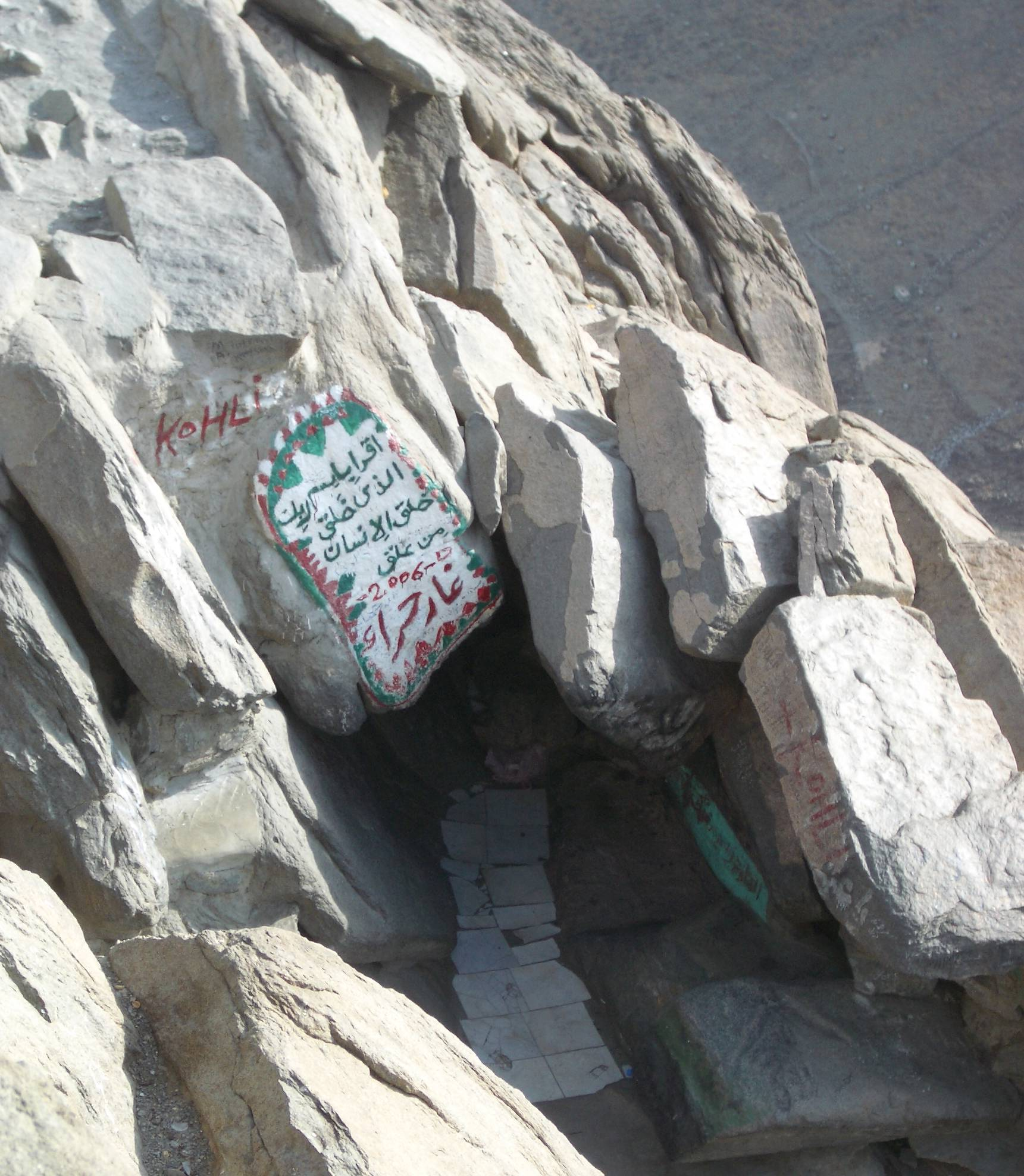
무슬림의 믿음에 따르면, 무함마드가 첫 계시를 받았던 자발 알 누르 산의 히라 동굴

부유한 아내 카디자로부터 무함마드가 누린 재정적 안정은 그에게 히라산의 동굴에서 고독하게 지낼 충분한 자유 시간을 주었다. 이슬람 전승에 따르면, 610년 그가 40세가 되었을 때, 동굴을 방문하는 동안 가브리엘 천사가 그에게 나타났다. 천사는 그에게 쿠란 구절이 적힌 천을 보여주며 읽으라고 지시했다. 무함마드가 글을 모른다고 고백하자, 가브리엘은 그를 강하게 조르며 거의 질식시킬 뻔했고, 다시 명령을 반복했다. 무함마드가 읽을 수 없다고 다시 말하자, 가브리엘은 비슷한 방식으로 다시 그를 졸랐다. 이 순서는 한 번 더 반복된 후에야 가브리엘이 마침내 구절들을 낭송했고, 무함마드는 그것들을 암기할 수 있었다. 이 구절들은 나중에 쿠란 96:1-5를 구성했다.
무함마드는 정신을 차리자 두려움을 느꼈다. 그는 이 모든 영적 고난 끝에 진에게 방문을 받았다고 생각하기 시작했고, 이로 인해 더 이상 살고 싶지 않게 되었다. 절망에 빠진 무함마드는 동굴에서 도망쳐 산꼭대기로 기어 올라가 뛰어내려 죽으려 했다. 그러나 정상에 도착했을 때, 그는 또 다른 환상을 경험했는데, 이번에는 지평선을 삼키고 자신을 바라보는 거대한 존재를 보았다. 그가 다른 방향으로 고개를 돌려도 그 존재는 여전히 그를 응시하고 있었다. 이것이 계시의 영 루흐)이었는데, 무함마드는 나중에 이를 가브리엘이라고 불렀다. 그것은 자연적인 천사가 아니라, 인간과 공간의 일반적인 한계를 초월하는 초월적인 존재였다.
두려움에 떨며 경험을 이해할 수 없었던 무함마드는 서둘러 산을 내려와 아내 카디자에게 갔다. 그녀에게 도착했을 때 그는 이미 손과 무릎으로 기어 다니고 있었고, 심하게 떨며 "나를 덮어줘!"라고 울부짖으며 그녀의 무릎에 몸을 던졌다. 카디자는 그를 망토로 감싸고 그의 두려움이 사라질 때까지 품에 안아주었다. 그녀는 그의 계시에 대해 전혀 의심하지 않았다. 그녀는 그것이 진짜이며 진이 아니라고 주장했다. 무함마드는 카디자의 기독교인 사촌 와라카 이븐 나우팔에게도 안심을 얻었다. 그는 기뻐하며 외쳤다: "거룩하다! 거룩하다! 오 카디자, 당신이 나에게 진실을 말해 주었다면, 그에게는 옛날 모세에게 왔던 위대한 신성이 왔으니, 보라, 그는 자기 백성의 예언자이다." 카디자는 무함마드에게 가브리엘이 다시 나타나면 알려달라고 지시했다. 그가 둘만의 시간에 나타났을 때, 카디자는 무함마드를 자신의 왼쪽 허벅지, 오른쪽 허벅지, 그리고 무릎에 앉게 하며 존재가 여전히 있는지 매번 물어보는 식으로 시험했다. 카디자가 무함마드를 무릎에 앉힌 채 옷을 벗자, 무함마드는 그 순간 가브리엘이 떠났다고 보고했다. 그리하여 카디자는 그에게 기뻐하라고 말하며, 그것은 사탄이 아니라 천사가 그를 방문한 것이라고 결론 내렸다.
무함마드가 영감을 받는 순간의 태도는 종종 그가 진(jinn), 점술가 또는 마술사의 영향을 받았다는 동시대인들의 비난으로 이어졌는데, 이는 이러한 사건 동안의 그의 경험이 고대 아라비아에서 널리 알려진 그러한 인물들과 관련된 경험과 유사하다는 것을 시사한다. 그럼에도 불구하고, 이러한 수수께끼 같은 발작 사건은 그의 추종자들에게 그의 계시의 신성한 기원에 대한 설득력 있는 증거로 작용했을 수 있다. 일부 역사가들은 이러한 경우에 대한 무함마드의 상태에 대한 자세한 묘사가 나중에 무슬림에 의해 조작되었을 가능성이 없으므로 실제적일 가능성이 높다고 주장한다.

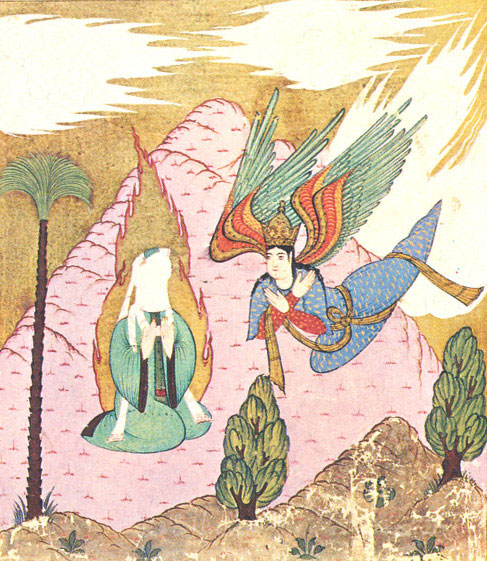
시예르 이 네비에 묘사된 가브리엘이 무함마드를 방문하는 그림

와라카가 죽은 지 얼마 지나지 않아 계시가 한동안 중단되면서 무함마드는 큰 고통을 겪고 자살을 생각하기도 했다. 한 번은 산에 올라 뛰어내릴 작정이었다고 전해진다. 그러나 정상에 다다르자 가브리엘이 그에게 나타나 자신이 진정한 알라의 사도임을 확인시켜 주었다. 이 만남으로 무함마드는 안심하고 집으로 돌아왔다. 나중에 계시 사이에 또 다른 긴 공백이 생기자 그는 이 행동을 반복했지만, 가브리엘이 비슷하게 개입하여 그를 진정시키고 집으로 돌아가게 했다.
무함마드는 자신의 생각과 이 메시지들을 구별할 수 있다고 확신했다. 초기 쿠란 계시들은 불신자들에게 신성한 처벌로 경고하고, 신자들에게는 보상을 약속하는 접근 방식을 사용했다. 이는 무함마드의 알라를 거부하는 자들에게 기근과 살해와 같은 잠재적 결과를 전달하고, 과거와 미래의 재앙을 암시했다. 이 구절들은 또한 임박한 최후의 심판과 회의론자들에게 지옥 불의 위협을 강조했다. 이러한 경험의 복잡성 때문에 무함마드는 처음에는 자신의 계시를 다른 사람들에게 알리기를 매우 주저했다. 처음에는 몇몇 가족과 친구들에게만 털어놓았다. 무슬림 전승에 따르면, 무함마드의 아내 카디자가 그가 예언자임을 처음으로 믿었다. 그 다음으로는 무함마드의 10살 된 사촌 알리 이븐 아비 탈리브, 친한 친구 아부 바크르 알시디크, 그리고 양아들 자이드가 뒤를 이었다. 무함마드의 계시에 대한 소식이 그의 나머지 가족들에게 계속 퍼지면서, 그들은 이 문제에 대해 점점 더 분열되었고, 젊은이들과 여성들은 일반적으로 그를 믿었지만, 장년층의 대부분의 남성들은 강하게 반대했다.

### 메카에서의 반대
613년경, 무함마드는 대중에게 설교를 시작했다. 그의 첫 추종자들 중 다수는 여성, 해방 노예, 하인, 노예 및 기타 하층 계급 출신이었다. 이 개종자들은 무함마드의 새로운 계시를 간절히 기다렸다. 그가 낭송하면 모두가 그를 따라 반복하고 암기했으며, 글을 아는 사람들은 그것을 기록했다. 무함마드는 또한 그의 집단에 알라에게 완전한 항복 (이슬람)을 구현하는 신체 자세를 포함한 기도 (살라트)와 무슬림 공동체 (움마)의 필수 요구 사항으로서의 자카트 (자카트)와 같은 의식들을 도입했다. 이 시점에서 무함마드의 종교 운동은 타자카('정화')로 알려졌다.
처음에는 메카 주민들로부터 그의 전도 활동에 대한 심각한 반대는 없었으며, 그들은 그의 전도 활동에 무관심했다. 그러나 그가 그들의 신념을 공격하기 시작하자 긴장이 고조되었다. 쿠라이시족은 그에게 샘물 만들기 같은 기적을 행하도록 요구했지만, 그는 자연의 규칙성이 이미 알라의 위대함을 증명하는 충분한 증거라고 설명하며 거절했다. 어떤 이들은 그의 성공 부족을 비웃으며 왜 알라가 그에게 보물을 주지 않았는지 의아해했다. 또 다른 이들은 그에게 천국에 가서 쿠란의 실제 양피지 두루마리를 가지고 오라고 요구했다. 그러나 무함마드는 자신이 전달한 쿠란 자체가 이미 뛰어난 증거라고 주장했다.
아므르 이븐 알 아스에 따르면, 쿠라이시족 여러 명이 히즈르에 모여 무함마드로부터 겪고 있는 심각한 문제에 대해 논의했다. 그들은 무함마드가 자신들의 문화를 조롱하고, 조상을 비하하고, 신앙을 경멸하고, 공동체를 파괴하고, 신들을 저주했다고 말했다. 얼마 후 무함마드가 와서 검은 돌에 입맞춤하고 의례적인 타와프를 행했다. 무함마드가 그들 옆을 지나갈 때, 그들은 그에게 모욕적인 말을 했다고 전해진다. 두 번째로 지나갈 때도 같은 일이 반복되었다. 세 번째 지나갈 때 무함마드는 멈춰서 "쿠라이시족이여, 내 말을 들으시겠습니까? 내 생명이 그분(알라)의 손에 있음에 맹세하건대, 내가 당신들에게 도살을 가져올 것입니다."라고 말했다. 그들은 침묵했고, 그에게 폭력적인 사람이 아니니 집으로 가라고 말했다. 다음 날, 많은 쿠라이시족이 그에게 다가와 자신들이 동료들에게 들었던 말을 그가 했는지 물었다. 그는 그렇다고 대답했고, 그들 중 한 명이 그의 망토를 잡았다. 아부 바크르 알시디크가 개입하여 눈물을 흘리며 "알라가 내 주님이라고 말하는 사람을 죽이려 하시오?"라고 말했다. 그러자 그들은 그를 놓아주었다.
쿠라이시족은 무함마드를 설교를 그만두도록 유혹하기 위해 상인들의 내부 서클에 가입시켜 주고 유리한 결혼을 제안했지만, 그는 두 제안 모두 거절했다. 그 후 그들 중 한 대표단이 마크줌 부족의 지도자인 아부 자흘이 이끄는 무함마드의 삼촌이자 하시미 부족의 족장인 아부 탈리브에게 가서 무함마드를 부인하라는 최후 통첩을 보냈다.
알라에게 맹세하건대, 우리는 더 이상 우리 조상에 대한 이 비난, 우리 전통 가치에 대한 이 조롱, 우리 신들에 대한 이 학대를 견딜 수 없다. 아부 탈리브, 당신이 무함마드를 막든지, 아니면 우리가 그를 막게 해야 한다. 당신도 우리와 같은 입장이니, 그가 말하는 것에 반대하는 입장이니, 우리가 그를 처리해 줄 것이다.

아부 탈리브는 처음에는 그것이 단순한 격앙된 말이라고 생각하며 정중하게 그들을 돌려보냈다. 그러나 무함마드가 점점 더 목소리를 높이자, 아부 탈리브는 무함마드에게 자신이 감당할 수 있는 한계를 넘어서는 짐을 지우지 말라고 요청했고, 이에 무함마드는 울면서 그들이 자신의 오른손에 태양을, 왼손에 달을 놓아준다 해도 멈추지 않을 것이라고 답했다. 그가 돌아서자 아부 탈리브는 그를 불러 "조카여, 돌아와서 원하는 대로 말하라. 알라에게 맹세하건대, 나는 결코 어떤 이유로든 너를 포기하지 않을 것이다."라고 말했다.

### 야트립으로의 쿠라이시족 파견
쿠라이시족 지도자들은 나드르 이븐 알 하리스와 우크바 이븐 아비 무아이트를 야트립으로 보내 유대인 랍비들의 무함마드에 대한 의견을 구하게 했다. 랍비들은 그들에게 무함마드에게 세 가지 질문을 하라고 조언했다. 첫째, 태초에 모험을 떠난 젊은이들의 이야기를 들려줄 것. 둘째, 동쪽과 서쪽 끝에 모두 도달한 여행자의 이야기를 들려줄 것. 셋째, 영혼에 대한 세부 정보를 제공할 것. 만약 무함마드가 올바르게 답한다면 그는 예언자일 것이고, 그렇지 않다면 거짓말쟁이일 것이라고 말했다. 그들이 메카로 돌아와 무함마드에게 질문을 하자, 그는 다음 날 답변을 제공하겠다고 말했다. 그러나 15일이 지나도록 그의 알라로부터 응답이 없었고, 이는 메카인들 사이에서 소문을 불러일으키고 무함마드에게 고통을 주었다. 얼마 후, 가브리엘 천사가 무함마드에게 와서 답변을 제공했다.
첫 번째 질문에 대한 답변으로 쿠란은 동굴에서 잠자는 한 무리의 남자들에 대한 이야기를 들려주는데 (쿠란 18:9–25), 학자들은 일반적으로 이를 에페소의 일곱 잠자는 자들 전설과 연결시킨다. 두 번째 질문에 대해서는 쿠란이 '두 뿔을 가진 자'를 뜻하는 줄카르나인에 대해 말하며 (쿠란 18:93–99), 학자들은 이 이야기를 알렉산더 로맨스와 널리 연관시킨다. 세 번째 질문인 영혼의 본질에 대해서는 쿠란 계시가 그것이 인간의 이해를 초월하는 것이라고 단언했다. 질문을 고안한 유대인도, 무함마드에게 질문을 던진 쿠라이시족도 답변을 받은 후 이슬람교로 개종하지 않았다. 나드르와 우크바는 나중에 바드르 전투 이후 무함마드의 명령으로 처형되었고, 다른 포로들은 몸값을 받고 풀려났다. 우크바가 "무함마드, 내 자식들은 누가 돌봐주나요?"라고 간청하자 무함마드는 "지옥!"이라고 답했다.

### 아비시니아 이주와 사탄의 구절 사건
615년, 무함마드는 일부 추종자들을 아비시니아의 악숨 왕국으로 보내 기독교 에티오피아 황제 아스하마 이븐 압자르의 보호 아래 작은 식민지를 세웠다. 떠난 사람들 중에는 쿠라이시족 족장 중 한 명인 아부 수피안의 딸 움 하비바와 그녀의 남편도 있었다. 그러자 쿠라이시족은 그들을 데려오기 위해 두 사람을 보냈다. 당시 아비시니아에서는 가죽 제품이 매우 귀하게 여겨졌기 때문에, 그들은 많은 가죽을 모아 그곳으로 운반하여 왕국의 장군들에게 나눠주었다. 그러나 왕은 그들의 요청을 단호히 거절했다.
알타바리와 이븐 히샴은 아비시니아로의 이주를 한 번만 언급했지만, 이븐 사드에 따르면 두 번의 이주가 있었다. 이 두 번의 이주 중, 첫 번째 그룹의 대부분은 헤지라 사건 이전에 메카로 돌아왔고, 두 번째 그룹의 대부분은 당시 아비시니아에 머물러 있었으며 헤지라 사건 이후 메디나로 직접 갔다. 이 기록들은 박해가 무함마드가 그들을 그곳으로 보낸 주요 원인이었음에 동의한다. W. 몽고메리 와트에 따르면, 이 에피소드들은 전통적인 기록보다 더 복잡하다. 그는 초기 무슬림 공동체 내에 분열이 있었고, 그들이 메카의 저명한 상인 가문들과 경쟁하기 위해 그곳으로 갔을 가능성이 높다고 제안한다. 타바리가 보존한 우르와의 편지에는 이 이민자들이 함자와 우마르와 같은 일부 개인들의 이슬람 개종 후에 돌아왔다고 기록되어 있다.
많은 다른 이들과 함께 타바리는 무함마드가 절망하여 자신의 부족과의 타협을 바랐다고 기록했다. 그래서 그가 일부 쿠라이시족 앞에서 그들이 가장 좋아하는 세 신을 언급하는 구절 (쿠란 53:19-20)을 낭송했을 때, 사탄이 그의 혀에 두 개의 짧은 구절을 넣었다. "이들은 높이 나는 자들이니 / 그들의 중재는 희망할 만하다." 이는 무함마드와 메카인들 사이에 일반적인 화해를 이끌었고, 아비시니아에 있던 무슬림들은 집으로 돌아오기 시작했다. 그러나 다음 날, 무함마드는 가브리엘의 요청에 따라 이 구절들을 철회하며, 그것들이 사탄에 의해 그의 혀에 넣어졌고 알라가 그것들을 폐기했다고 주장했다. 대신, 그 여신들을 비난하는 구절들이 계시되었다. 따라서 돌아오는 무슬림들은 메카에 다시 들어가기 전에 부족 보호를 위한 조치를 취해야 했다.
이 사탄의 구절 사건은 이슬람 초기 두 세기 동안 무함마드의 주요 전기 작가들에 의해 대량으로 보고되고 기록되었는데, 그들에 따르면 이는 쿠란 22:52에 해당한다. 그러나 하디스 운동과 무함마드가 무오하여 사탄에게 속을 수 없다는 이스마를 포함한 새로운 교리가 체계적인 신학으로 부상하면서, 초기 공동체의 역사적 기억은 재평가되었다. 20세기까지 무슬림 학자들은 이 사건을 만장일치로 거부했다. 반면에, 무함마드의 대부분의 유럽 전기 작가들은 당혹성의 기준에 근거하여 이 사탄 구절 사건의 진실성을 인정한다. 역사가 알프레드 T. 웰치는 무함마드가 엄격한 일신교에서 벗어난 기간이 훨씬 더 길었을 가능성이 높지만, 나중에 훨씬 짧게 만들고 사탄을 범인으로 지목하는 이야기로 요약되었을 것이라고 제안한다.
616년에 바누 하시미에 대한 쿠라이시족의 금수 조치가 시행되어 교역과 결혼이 금지되었다. 그럼에도 불구하고 바누 하시미의 일원들은 메카를 자유롭게 돌아다닐 수 있었다. 점증하는 언어적 학대에도 불구하고 무함마드는 거리를 계속 누비고 공개 토론에 참여하며 신체적 해를 입지 않았다. 나중에 쿠라이시족 내의 한 파벌이 바누 하시미에 동정하여 제재를 해제하려는 노력을 시작했고, 그 결과 619년에 금수 조치를 해제하는 일반적인 합의가 이루어졌다.

### 타이프 정착 시도
619년, 무함마드는 슬픔의 시기를 겪었다. 그의 재정적, 감정적 지원의 핵심 원천이었던 아내 카디자가 사망했다. 같은 해, 그의 삼촌이자 후견인인 아부 탈리브도 사망했다. 무함마드는 아부 탈리브에게 임종 시 이슬람을 받아들이도록 설득했음에도 불구하고, 그는 죽을 때까지 다신교적 신념을 고수했다. 무함마드의 다른 삼촌인 아부 라합은 바누 하시미 부족의 지도자 자리를 계승했고, 처음에는 무함마드에게 보호를 제공할 의향이 있었다. 그러나 무함마드가 아부 탈리브와 압둘 무탈립이 이슬람을 믿지 않았기 때문에 지옥에 갈 운명이라고 말하자, 그는 지지를 철회했다.
무함마드는 타이프로 가서 그곳에 정착하고 메카인들에 대한 도움과 보호를 얻으려 했으나, 다음과 같은 답변을 받았다: "만약 당신이 진정 예언자라면, 우리의 도움이 왜 필요합니까? 알라가 당신을 사도로 보냈다면, 왜 그분이 당신을 보호하지 않습니까? 그리고 알라가 예언자를 보내고 싶었다면, 당신보다 더 나은 사람, 약하고 고아인 사람을 찾을 수 없었을까요?" 자신의 노력이 헛됨을 깨달은 무함마드는 타이프 사람들에게 이 문제를 비밀로 해달라고 요청했다. 이는 쿠라이시족의 적대감이 더 심해질 것을 두려워했기 때문이었다. 그러나 그들은 그의 요청을 받아들이기는커녕 돌을 던져 그의 사지를 다치게 했다. 그는 결국 이 혼란과 박해를 피해 타이프에 여름 별장을 가지고 있던 메카의 지도자 웃바 이븐 라비아의 정원으로 피했다. 무함마드는 그 도시에서 예상치 못한 거절과 적대감에 절망감을 느꼈다. 이 시점에서 그는 알라 외에는 어떤 안전이나 보호도 없다는 것을 깨달았고, 그래서 기도를 시작했다. 얼마 후, 웃바의 기독교인 노예 아다스가 들러 포도를 제공했고, 무함마드는 그것을 받아들였다. 만남이 끝날 무렵, 아다스는 압도되어 무함마드의 예언자 됨을 인정하며 그의 머리, 손, 발에 입맞춤했다.
무함마드가 메카로 돌아오는 길에 타이프에서 일어난 사건 소식이 아부 자흘의 귀에 들어갔고, 그는 "그들이 그를 타이프에 들어가지 못하게 했으니, 우리도 그를 메카에 들어가지 못하게 하자"고 말했다. 상황의 심각성을 알고 있던 무함마드는 지나가는 기병에게 어머니 부족의 일원인 아크나스 이븐 샤리크에게 메시지를 전달해달라고 요청하며, 자신이 안전하게 들어갈 수 있도록 보호를 요청했다. 그러나 아크나스는 자신이 쿠라이시족 가문의 동맹자일 뿐이라고 말하며 거절했다. 무함마드는 다시 수하일 이븐 암르에게 메시지를 보냈는데, 그 역시 부족 원칙에 따라 거절했다. 마침내 무함마드는 무팀 이븐 아디에게 사람을 보내 도움을 요청했다. 무팀은 동의했고, 무장한 후 아들들과 조카들을 데리고 아침에 무함마드를 도시로 호위하기 위해 나섰다. 아부 자흘이 그를 보자, 무팀이 단순히 그를 보호하는 것인지 아니면 이미 그의 종교로 개종했는지 물었다. 무팀은 "물론 보호해 주는 것"이라고 대답했다. 그러자 아부 자흘은 "우리는 당신이 보호하는 누구든 보호할 것입니다"라고 말했다.

### 이스라와 미라지

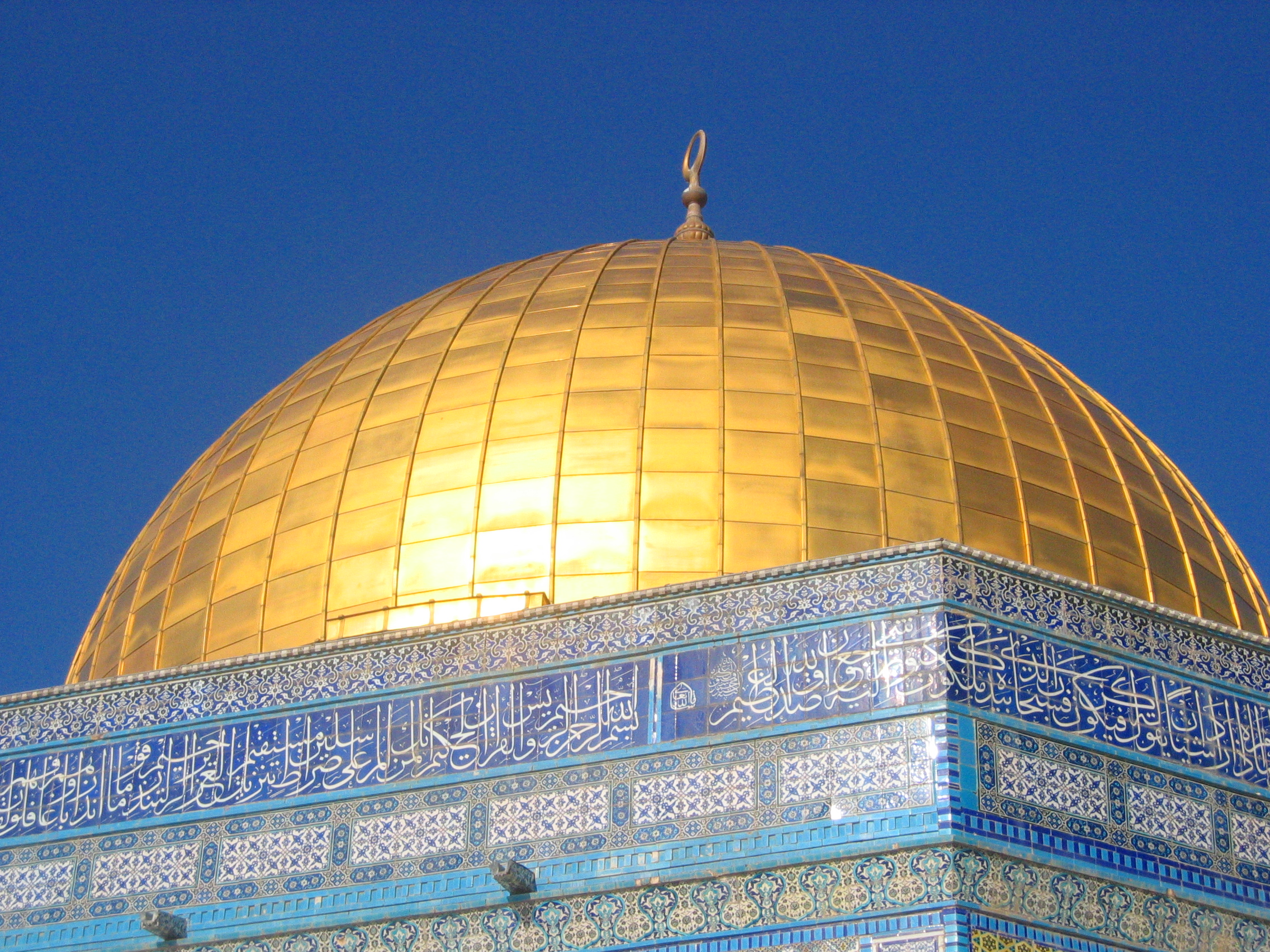
바위의 돔에 있는 쿠란 비문. 무슬림들은 이곳이 무함마드가 천상으로 승천했다고 믿는 장소이다.

무함마드의 생애에서 이처럼 어려운 시기에 시라의 기록들은 유명한 이스라와 미라지를 제시한다. 오늘날 이스라는 무함마드가 메카에서 예루살렘으로 이동한 여정으로, 미라지는 예루살렘에서 천상으로 올라간 여정으로 무슬림들에게 믿겨진다. 쿠란에는 미라지에 대한 실질적인 근거가 없다고 여겨지는데, 쿠란이 이를 직접적으로 다루지 않기 때문이다.
쿠란 17:1절은 무함마드가 숭배받는 기도 장소에서 가장 먼 예배 장소로 밤에 여행한 것을 이야기한다. 메카의 성스러운 구역인 카바가 시작점으로 널리 받아들여지지만, "가장 먼 예배 장소"가 무엇을 의미하는지에 대해서는 이슬람 전승들 사이에 의견 불일치가 있다. 일부 현대 학자들은 가장 초기의 전승은 이 먼 장소를 카바의 천상의 쌍둥이로 보았으므로, 무함마드의 여정은 메카에서 직접 천상을 통과했다고 주장한다. 그러나 후대의 전승은 이를 바이트 알 마끄디스라고 부르며, 이는 일반적으로 예루살렘과 연관된다. 시간이 지남에 따라 이러한 다른 전승들이 합쳐져 여정이 메카에서 시작하여 예루살렘을 거쳐 천상으로 올라간 것으로 제시되었다.
사건의 연대도 기록마다 다르다. 이븐 사드는 무함마드의 미라지가 먼저, 카바 근처에서 천상으로, 라마단 27일에 헤지라 18개월 전에 일어났다고 기록했으며, 이스라 (메카에서 바이트 알 마끄디스로의 여행)는 헤지라 전 마지막 라비울 17일 밤에 일어났다고 기록했다. 잘 알려져 있듯이, 이 두 이야기는 나중에 하나로 합쳐졌다. 이븐 히샴의 기록에서는 이스라가 먼저 오고 그 다음 미라지가 왔으며, 그는 이 이야기들을 카디자와 아부 탈리브의 죽음보다 앞에 놓았다. 대조적으로, 알타바리는 무함마드가 메카 성역에서 "지상의 천국"으로 승천한 이야기만 포함했다. 타바리는 이 이야기를 무함마드의 공적 사역 초기에, 카디자가 "알라의 사도를 처음으로 믿은 자"가 된 이야기와 "알라의 사도를 처음으로 믿은 남자"가 된 이야기 사이에 배치했다.

### 메디나로의 이주
메카에서 그의 선교에 대한 저항이 커지자, 무함마드는 박람회에 참석하거나 순례를 하는 비메카인들에게 노력을 제한하기 시작했다. 이 시기에 무함마드는 바누 카즈라즈 부족의 여섯 명과 만났다. 이들은 이전에 그들의 지역에 있는 유대인들을 약탈한 전력이 있었는데, 유대인들은 그들에게 예언자가 보내져 그들을 처벌할 것이라고 경고하곤 했다. 무함마드의 종교적 메시지를 듣고, 그들은 서로에게 "이것은 유대인들이 우리에게 경고했던 바로 그 예언자이다. 그들이 우리보다 먼저 그에게 접근하지 못하게 하라!"라고 말했다. 이슬람을 받아들인 후, 그들은 메디나로 돌아가 자신들의 경험을 공유했으며, 오랜 기간 불화했던 카즈라즈 부족과 아우스 부족이 이슬람을 받아들이고 무함마드를 지도자로 삼음으로써 단결을 이룰 수 있기를 바랐다.
다음 해, 이전 개종자들 중 다섯 명이 무함마드를 다시 방문했고, 그들과 함께 일곱 명의 새로운 개종자들이 왔는데, 그중 세 명은 바누 아우스 부족 출신이었다. 메카 근처의 아카바에서 그들은 그에게 충성을 맹세했다. 무함마드는 이슬람 전파를 위해 무사브 이븐 우마이르에게 그들과 함께 메디나로 돌아가도록 위임했다. 622년 6월, 중요한 비밀 회의가 다시 아카바에서 소집되었다. 이 모임에는 메디나 (당시 야트립) 출신 75명이 참석했는데, 여성 두 명을 포함하여 오아시스의 모든 개종자들을 대표했다. 무함마드는 그들에게 자신을 아내와 자녀를 보호하듯 보호해 달라고 요청했다. 그들은 동의하고 그에게 맹세를 바쳤는데, 이는 일반적으로 아카바의 두 번째 서약 또는 전쟁의 서약으로 불린다. 무함마드는 그들의 충성에 대한 대가로 천국을 약속했다.
그 후 무함마드는 메카의 무슬림들에게 메디나로 이주할 것을 요청했다. 이 사건은 헤지라로 알려져 있는데, 문자적으로는 '친족 관계의 단절'을 의미한다. 이주는 약 세 달에 걸쳐 진행되었다. 무함마드는 추종자들이 메카에 남아있는 상태에서 자신만 메디나에 도착하는 것을 피하기 위해 미리 가지 않고, 오히려 그들을 돌보고 주저하는 사람들을 설득하기 위해 뒤에 머물렀다. 일부는 가족들 때문에 떠나지 못했지만, 결국 메카에는 무슬림이 남아있지 않았다.
이슬람 전승에 따르면, 사건이 전개되는 상황에서 아부 자흘은 각 부족 대표들이 무함마드를 공동으로 암살할 것을 제안했다. 가브리엘 천사에게 이 사실을 전해들은 무함마드는 사촌 알리 이븐 아비 탈리브에게 자신의 침대에 녹색 하드라미 망토를 덮고 누워 있으라고 부탁했고, 그렇게 하면 그가 보호받을 것이라고 장담했다. 그날 밤, 암살 계획을 세운 무리가 무함마드의 집으로 접근하여 공격을 실행하려 했지만, 사우다와 무함마드의 딸들의 목소리를 듣고 마음을 바꿨다. 가족 앞에서 남자를 살해하는 것은 수치스러운 일로 여겨졌기 때문이다. 그들은 대신 다음 날 아침 무함마드가 집을 나설 때까지 기다리기로 했다. 한 남자가 창문으로 엿보았고 무함마드라고 믿는 사람을 보았지만 (실제로는 무함마드의 망토를 입은 알리였다), 그들이 모르는 사이에 무함마드는 이미 집 뒤쪽으로 탈출한 상태였다. 다음 날 아침 알리가 산책을 하러 나갔을 때, 그들은 속았다는 것을 깨달았고, 이에 쿠라이시족은 무함마드의 시신을 죽든 살든 데려오면 낙타 100마리를 보상으로 내걸었다. 3일 동안 숨어 지낸 후, 무함마드는 아부 바크르 알시디크와 함께 메디나로 떠났고, 당시에는 여전히 야트립이라고 불렸다. 두 사람은 622년 9월 4일에 메디나에 도착했다. 이주를 감행한 메카 무슬림들은 이후 무하지룬이라고 불렸고, 메디나 무슬림들은 안사르라고 불렸다.

## 메디나 시기

### 메디나에 종교 공동체 건설
메디나에 정착한 지 며칠 후, 무함마드는 토지 매입을 협상했다. 이 땅 위에 무슬림들은 무함마드의 거주지이자 기도 (살라트)를 위한 공동체 모임 장소 (모스크)가 될 건물을 짓기 시작했다. 나무 기둥이 지붕을 지탱하는 데 사용되었고, 화려한 설교단은 없었다. 대신 무함마드는 작은 의자 위에 서서 회중에게 연설했다. 건물은 약 7개월 후인 623년 4월에 완공되어 최초의 무슬림 건물 및 모스크가 되었다. 북쪽 벽에는 당시 예루살렘이었던 기도 방향 (키블라)을 표시하는 돌이 있었다. 무함마드는 이 건물을 공개 및 정치 회의를 개최하는 장소로, 또한 가난한 사람들이 자카트, 음식 및 보살핌을 받기 위해 모이는 장소로 사용했다. 기독교인과 유대인도 모스크에서 공동 예배에 참여할 수 있었다. 처음에는 무함마드의 종교에는 공동체를 조직적으로 기도에 부르는 방법이 없었다. 이를 해결하기 위해 무함마드는 유대인처럼 숫양 뿔 (쇼파르)이나 기독교인처럼 나무 박수를 사용하는 것을 고려했지만, 공동체의 한 무슬림이 녹색 망토를 입은 남자가 "알라후 아크바르" ('알라는 더 위대하다')를 외쳐 봉사를 알릴 큰 목소리를 가진 사람이 있어야 한다고 말하는 꿈을 꾸었다. 무함마드는 이 꿈에 대해 듣고 동의하여 큰 목소리로 유명한 전 아비시니아 노예 빌랄을 선택했다.

### 메디나 헌장
메디나 헌장은 무함마드가 작성한 법률 조약이었다. 헌장에서 메디나의 아랍 부족과 유대 부족은 무슬림과 평화롭게 지내고 메카와 별도의 조약을 맺지 않겠다고 약속했다. 또한 유대인에게는 종교의 자유를 보장했다. 이 협정에서 관할권 내의 모든 사람은 공격을 받으면 오아시스를 방어하고 보호해야 했다. 정치적으로 이 협정은 무함마드가 누가 자신의 편인지 더 잘 이해하는 데 도움이 되었다. 이븐 이스하크는 헤지라에 대한 서술에 이어 무함마드가 본문을 작성하고 가정된 내용을 제공하지만, 어떠한 [[하디스 연구|이스나드]}나 입증 자료는 제공하지 않는다고 주장한다. 이 명칭은 일반적으로 정확하지 않은 것으로 간주되는데, 이 본문이 국가를 세우지도, 쿠란 법규를 제정하지도 않았기 때문이다. 오히려 부족 문제를 다루었다. 서양과 무슬림 학자 모두 본문의 진정성에 동의하지만, 이것이 조약인지 무함마드의 일방적인 선포였는지, 몇 개의 문서로 구성되었는지, 주요 당사자가 누구였는지, 언제 작성되었는지 (또는 그 구성 요소들이 언제 작성되었는지), 메디나의 세 주요 유대 부족을 제거하기 전인지 후인지, 그리고 이를 번역하는 적절한 접근 방식에 대해서는 의견 불일치가 계속되고 있다.

### 무장 충돌의 시작
틀:Campaignbox Campaigns of Muhammad
이주 후, 메카인들은 메디나로 이주한 무슬림들의 재산을 압류했다. 이후 메카인들과 무슬림들 사이에 전쟁이 발발했다. 무함마드는 무슬림들이 메카인들과 싸우는 것을 허용하는 쿠란 구절을 발표했다. 전통적인 설명에 따르면, 624년 2월 11일, 메디나의 마스지드 알 키블라타인에서 기도하던 무함마드는 기도 중에 예루살렘 대신 메카를 향해야 한다는 알라의 계시를 받았다. 무함마드는 새로운 방향으로 자세를 바꾸었고, 그와 함께 기도하던 동료들도 그를 따랐으며, 이로써 기도 중에 메카를 향하는 전통이 시작되었다.
핍박받은 자들에게는 싸움이 허락되었으니, 그들이 불의하게 억압받았기 때문이다. 실로 알라께서는 그들을 승리하게 하실 능력이 있으시다. 그들은 "우리 주님은 알라시다"라고 말하는 이유만으로 아무런 권리 없이 자기 집에서 쫓겨난 자들이다. 만약 알라께서 사람들로 하여금 서로를 막지 않으셨다면, 수도원, 교회, 시나고그, 그리고 알라의 이름이 많이 언급되는 모스크들이 무너졌을 것이다. 그리고 알라께서는 반드시 그분을 돕는 자들을 도우실 것이다. 실로 알라께서는 강하시고 위엄이 높으시다.
무함마드는 메카의 대상들을 나포하기 위해 여러 차례 습격을 명령했지만, 그 중 8번째 습격인 나클라 습격만이 실제 전투와 전리품 및 포로 나포로 이어졌다. 624년 3월, 무함마드는 약 300명의 전사들을 이끌고 메카 상인 대상에 대한 습격을 감행했다. 무슬림들은 바드르에서 대상에 대한 매복 공격을 감행했다. 이 계획을 알고 있던 메카 대상은 무슬림들을 피했다. 메카군은 대상을 보호하기 위해 파견되었고, 대상이 안전하다는 소식을 들은 후 무슬림들을 대적하러 나섰다. 3대 1 이상의 수적 열세로 인해 무슬림 진영 전체에 두려움이 퍼졌다. 무함마드는 알라가 1,000명의 천사들을 보내 그들과 함께 싸우겠다고 약속했다는 꿈을 꾸었다고 말하며 사기를 북돋으려 했다. 전술적인 관점에서 무함마드는 모든 우물 앞에 병사들을 배치하여 쿠라이시족이 물을 얻기 위해 싸우게 만들었고, 쿠라이시족이 언덕을 오르면서 태양을 마주하게 되는 방식으로 다른 병사들을 배치했다. 바드르 전투가 시작되었고, 무슬림들은 결국 승리하여 최소 45명의 메카인을 죽였고 무슬림은 14명이 사망했다. 그들은 또한 아부 자흘을 포함한 많은 메카 지도자들을 죽이는 데 성공했다. 70명의 포로를 잡았으며, 그 중 다수는 몸값을 받고 풀려났다. 무함마드와 그의 추종자들은 이 승리를 신앙의 확인으로 보았고 무함마드는 이 승리를 보이지 않는 천사들의 도움 덕분이라고 돌렸다. 이 시기의 쿠란 구절들은 메카 구절들과 달리 정부의 실제적인 문제와 전리품 분배와 같은 문제를 다루었다.
이 승리는 메디나에서 무함마드의 입지를 강화하고, 그의 추종자들 사이에서 이전의 의구심을 해소시켰다. 결과적으로 그에 대한 반대는 줄어들었다. 아직 개종하지 않은 이교도들은 이슬람의 진전에 대해 매우 쓰라린 감정을 가지고 있었다. 아우스 마나트 부족의 아스마 빈트 마르완과 암르 이븐 아우프 부족의 아부 아파크 두 이교도는 무슬림을 조롱하고 모욕하는 시를 지었다. 그들은 자신들의 부족이나 관련 부족에 속한 사람들에게 살해당했으며, 무함마드는 이러한 살해를 묵인했다. 그러나 이 보고서는 일부 학자들에 의해 조작된 것으로 간주된다. 그 부족의 대부분 구성원은 이슬람으로 개종했고, 이교도의 반대는 거의 남아있지 않았다.
무함마드는 메디나의 세 주요 유대인 부족 중 하나인 바누 카이누카를 메디나에서 추방했지만, 일부 역사가들은 그 추방이 무함마드 사후에 일어났다고 주장한다. 알와키디에 따르면, 압둘라 이븐 우바이가 그들을 변호한 후, 무함마드는 그들을 처형하지 않고 메디나에서 추방하도록 명령했다. 바드르 전투 이후, 무함마드는 또한 헤자즈 북부 지역의 공격으로부터 자신의 공동체를 보호하기 위해 여러 베두인 부족과 상호 원조 동맹을 맺었다.

### 유대 부족과의 충돌
메카 포로들에 대한 몸값 협상이 마무리되자, 그는 바누 카이누카에 대한 포위 공격을 시작했다. 바누 카이누카는 메디나의 세 주요 유대 부족 중 가장 약하고 부유한 부족으로 여겨졌다. 무슬림 자료들은 포위 공격의 다양한 이유를 제시하는데, 함자와 알리가 바누 카이누카 시장에서 발생한 싸움과, 이븐 이스하크의 또 다른 버전에서는 무슬림 여성이 카이누카 금세공인에게 장난을 당한 이야기가 전해진다. 원인에 관계없이, 바누 카이누카는 요새로 피신했고, 무함마드는 그들을 봉쇄하여 식량 보급을 차단했다. 바누 카이누카는 아랍 동맹국들에게 도움을 요청했지만, 아랍인들은 무함마드의 지지자였기 때문에 거절했다. 약 2주 후, 바누 카이누카는 전투 없이 항복했다.
카이누카 부족이 항복하자 무함마드는 부족의 남자들을 처형하려 했지만, 과거 카이누카에게 도움을 받았던 무슬림 카즈라즈 추장 압둘라 이븐 우바이는 무함마드에게 관용을 베풀도록 권고했다. 전해지는 사건에서 무함마드는 이븐 우바이를 외면했지만, 그 추장은 굴하지 않고 무함마드의 망토를 붙잡고 무함마드가 부족을 관용적으로 대우하는 데 동의할 때까지 놓지 않았다. 이 사건으로 화가 났음에도 불구하고, 무함마드는 카이누카를 살려주었다. 단, 그들은 3일 이내에 메디나를 떠나고 그들의 재산을 무슬림들에게 넘겨야 하며, 5분의 1 (쿰스)은 무함마드가 소유한다는 조건을 내걸었다.
메디나로 돌아온 후, 바누 나디르 출신이자 무함마드의 맹렬한 비판자였던 부유한 혼혈 유대인 카브 이븐 알 아쉬라프는 바드르에서 쿠라이시족의 죽음을 애도하고 그들에게 보복을 촉구하는 시를 쓴 후 메카에서 막 돌아왔다. 무함마드는 무슬림에 대한 이러한 선동을 알게 되자 추종자들에게 "알라와 그의 사도에게 해를 끼친 카브를 누가 죽일 준비가 되어 있는가?"라고 물었다. 이븐 마슬라마는 속임수가 필요하다고 설명하며 자신의 봉사를 제안했다. 무함마드는 이에 이의를 제기하지 않았다. 그는 그 후 카브의 양형 아부 나일라를 포함한 공범들을 모았다. 그들은 개종 후의 어려움에 대해 불평하는 척하며 카브에게 음식을 빌려달라고 설득했다. 카브와의 만남의 밤에, 그들은 그가 방심한 틈을 타 그를 살해했다.

### 메카의 보복

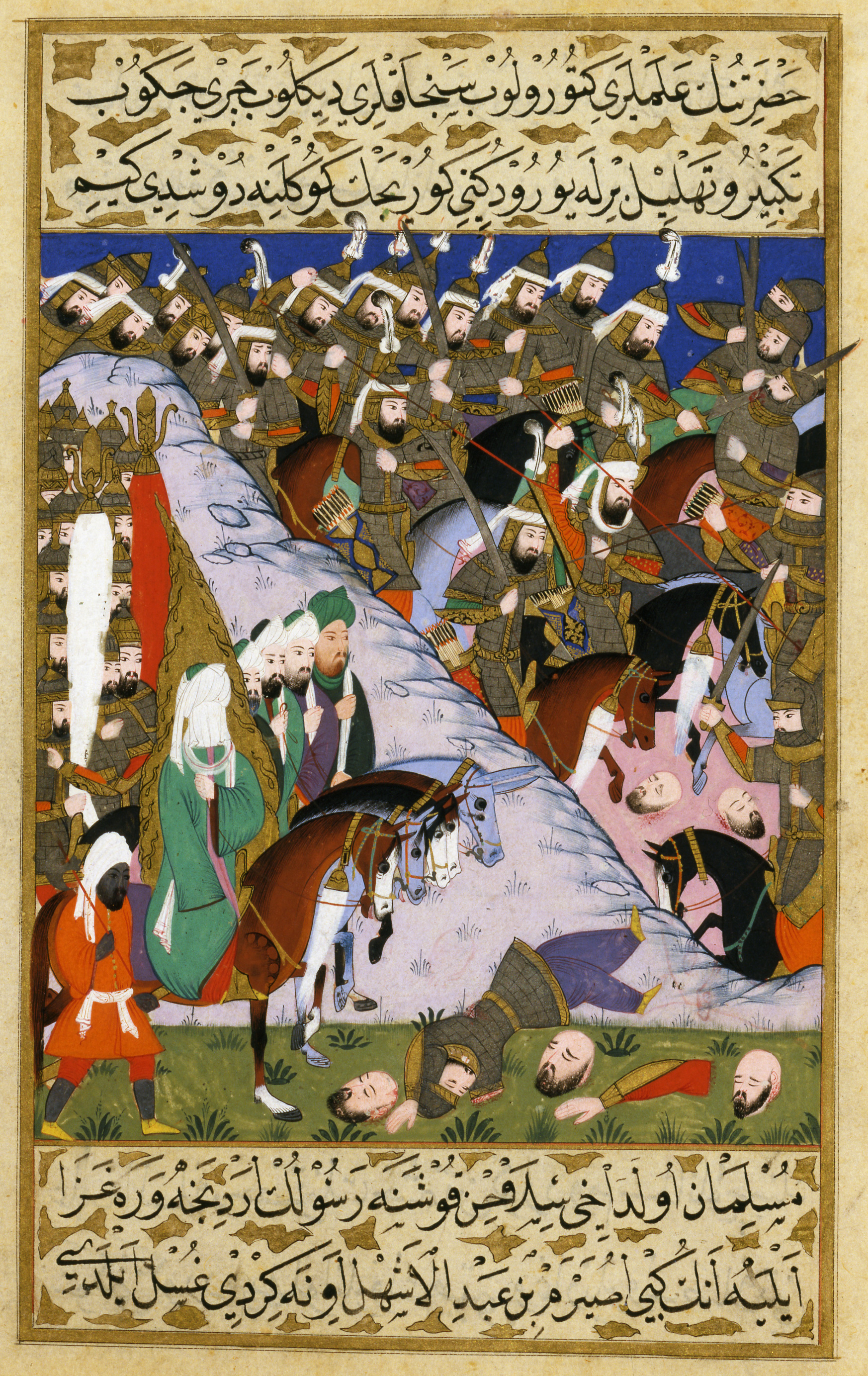
"예언자 무함마드와 우후드 전투의 무슬림 군대", 시예르 이 네비에서 발췌

625년, 쿠라이시족은 무함마드의 계속적인 대상 공격에 지쳐 결정적인 조치를 취하기로 결정했다. 아부 수피안의 지휘 아래, 그들은 무함마드에 대항하기 위한 군대를 조직했다. 정찰병으로부터 임박한 위협에 대한 경고를 받은 무함마드는 전쟁 회의를 소집했다. 처음에는 도시 중심부에서 방어하는 것을 고려했지만, 나중에 추종자들 중 젊은 세대의 주장을 따라 우후드 산에서 공개 전투로 적을 맞서기로 결정했다. 출발 준비를 하던 중, 압둘라 이븐 우바이의 남은 유대인 동맹국들이 도움을 제안했지만, 무함마드는 거절했다. 수적 열세에도 불구하고, 무슬림들은 처음에는 잘 버텼지만, 일부 궁병들이 명령에 불복종하면서 우위를 잃었다. 무함마드의 사망 소문이 퍼지면서 무슬림들은 도망치기 시작했지만, 그는 단지 부상을 입었을 뿐이었고 충성스러운 추종자들과 함께 탈출하는 데 성공했다. 명예를 회복했다고 만족한 메카인들은 메카로 돌아갔다. 우후드 전투에서 무슬림들이 대량 학살을 당하여 많은 아내와 딸들이 남성 보호자 없이 남겨졌다. 그래서 전투 후 무함마드는 계시를 받아 무슬림 남성들이 각각 최대 네 명의 아내를 가질 수 있도록 허용했으며, 이는 이슬람의 일부다처제의 시작을 알렸다.
얼마 후, 무함마드는 바누 아미르에게 혈족 돈을 지불해야 할 필요가 생겼다. 그는 바누 나디르 유대 부족에게 금전적 도움을 구했고, 그들은 그의 요청에 동의했다. 그러나 기다리는 동안, 그는 동료들로부터 떨어져 사라졌다. 그들이 집에서 그를 찾았을 때, 이븐 이스하크에 따르면 무함마드는 바누 나디르가 지붕에서 바위를 떨어뜨려 자신을 암살하려는 계획에 대한 신성한 계시를 받았다고 밝혔다. 무함마드는 그 부족에 대한 포위 공격을 시작했다. 이 기간 동안 그는 또한 그들의 야자나무 숲을 베어 불태우라고 명령했는데, 이는 아라비아에서 전쟁 선언의 명확한 상징이었다. 약 2주 후, 바누 나디르는 항복했다. 그들은 그들의 땅을 비우고 세 사람당 낙타 한 마리 분량의 물건만 가져가도록 허락받았다. 전리품 중에서 무함마드는 야자수들 사이에서 보리가 싹트는 비옥한 땅을 차지했다.

### 바누 무스탈리크 습격
바누 무스탈리크가 메디나를 공격할 계획이라는 보고를 받은 무함마드 군대는 그들의 급수장에서 기습 공격을 감행하여 그들을 급히 도주하게 만들었다. 이 대결에서 무슬림은 한 명의 사상자를 냈고, 적은 열 명의 사상자를 냈다. 승리의 일부로, 무슬림들은 그 부족으로부터 낙타 2,000마리, 양과 염소 500마리, 여성 200명을 나포했다. 무슬림 병사들은 포로로 잡힌 여성들을 원했지만, 몸값도 원했다. 그들은 무함마드에게 임신을 피하기 위해 성교중절법을 사용하는 것에 대해 물었고, 무함마드는 "여러분은 그것을 삼가할 의무가 없습니다..."라고 답했다. 나중에 특사들이 메디나에 도착하여 여성과 자녀들의 몸값 협상을 벌였다. 선택권이 있었음에도 불구하고, 그들 모두는 머무는 대신 자신들의 나라로 돌아가기로 결정했다.

### 참호전
추방된 바누 나디르의 도움으로 쿠라이시족의 군사 지도자 아부 수피안은 10,000명의 병력을 모았다. 무함마드는 약 3,000명의 병력을 준비하고 그 당시 아라비아에서는 알려지지 않은 형태의 방어 전술을 채택했다. 무슬림들은 메디나가 기병 공격에 노출된 모든 곳에 참호를 팠다. 이 아이디어는 페르시아 출신 이슬람 개종자 살만 알 파르시에게서 나왔다. 메디나 포위 공격은 627년 3월 31일에 시작되어 2주 동안 지속되었다. 아부 수피안의 군대는 요새화에 대비하지 못했고, 효과 없는 포위 공격 끝에 연합군은 귀향하기로 결정했다. 쿠란은 이 전투를 수라 알 아흐잡 33:9–27절에서 다룬다.
전투 중, 메디나 남쪽에 위치한 유대 부족 바누 쿠라이자는 무함마드에 대항하여 반란을 일으키기 위해 메카군과 협상에 들어갔다. 메카군은 무함마드가 압도될 것이라는 제안에 흔들렸지만, 연합군이 그를 파괴할 수 없을 경우를 대비하여 확신을 원했다. 장기간의 협상에도 불구하고, 부분적으로는 무함마드의 비밀 요원 누아임 이븐 마수드의 사보타주 시도 때문에 어떤 합의도 이루어지지 않았다. 연합군이 후퇴한 후, 무슬림들은 바누 쿠라이자를 배신으로 비난하고 25일 동안 그들의 요새를 포위했다. 바누 쿠라이자는 결국 항복했다. 이븐 이스하크에 따르면, 이슬람으로 개종한 몇 명을 제외한 모든 남자들은 참수되었고, 여자와 아이들은 노예가 되었다. 왈리드 N. 아라파트와 바라카트 아흐마드는 이븐 이스하크의 서술의 정확성에 이의를 제기했다. 아라파트는 이븐 이스하크의 유대인 자료들이 사건 발생 100년 후에 말하면서 이 기록을 유대 역사상 이전의 학살 기억과 혼동했다고 믿는다. 그는 이븐 이스하크가 동시대인인 말리크 이븐 아나스에게는 신뢰할 수 없는 역사가로, 후대의 이븐 하자르에게는 "이상한 이야기"의 전달자로 간주되었다는 점을 지적한다. 아흐마드는 부족의 일부만 살해되었고, 일부 전사들은 단지 노예가 되었을 뿐이라고 주장한다. 와트는 아라파트의 주장이 "전적으로 설득력 있지 않다"고 생각하며, 메이르 J. 키스터는 아라파트와 아흐마드의 주장을 반박했다.
메디나 공성전에서 메카인들은 무슬림 공동체를 파괴하기 위해 가용한 모든 힘을 동원했다. 실패는 명성에 심각한 손실을 가져왔고, 시리아와의 무역도 사라졌다. 참호전 이후, 무함마드는 북쪽으로 두 번의 원정을 떠났으나, 모두 전투 없이 끝났다. 이 여행 중 하나에서 돌아오던 중 (또는 다른 초기 기록에 따르면 몇 년 전), 무함마드의 아내 아이샤에게 간통 혐의가 제기되었다. 무함마드가 아이샤의 무죄를 확인하고 간통 혐의가 네 명의 목격자에 의해 뒷받침되어야 한다고 지시하는 계시 (수라 24, 안누르)를 받았다고 발표하자 아이샤는 혐의에서 벗어났다.

### 바누 쿠라이자 침공
쿠라이시족 군대와 그 동맹군이 철수한 날, 무함마드가 아내의 거처에서 목욕하던 중 가브리엘 천사가 방문하여 바누 쿠라이자 유대 부족을 공격하라고 지시했다. 이슬람 자료에 따르면, 이전 메카 포위 공격 중에 쿠라이시족 지도자 아부 수피안이 쿠라이자족에게 그들의 거점에서 무슬림을 공격하도록 선동했지만, 쿠라이자족은 무함마드의 비밀 요원 누아임 이븐 마수드의 제안에 따라 그들의 계획에 대한 약속을 확인하기 위해 쿠라이시족으로부터 70명의 인질을 요구했다. 아부 수피안은 그들의 요구를 거절했다. 그럼에도 불구하고, 후대의 기록들은 쿠라이자족 출신 유대인 11명이 실제로 격분하여 무함마드에게 대항하는 행동을 했지만, 사건의 과정은 전승 내에서 극화되었을 수 있다고 주장한다.
쿠라이자족의 음모를 인용하며 무함마드는 그 부족을 포위했지만, 부족은 혐의를 부인했다. 그러나 바누 쿠라이자가 무함마드와의 조약을 파기하고 참호전 동안 무슬림의 적들을 도왔다고 말하는 자료들도 있다. 상황이 쿠라이자족에게 불리하게 돌아가자, 부족은 각자 낙타 한 마리에 짐을 싣고 그들의 땅을 떠나겠다고 제안했지만, 무함마드는 거절했다. 그들은 아무것도 가져가지 않고 떠나겠다고 제안했지만, 이 역시 거절되었고, 무함마드는 무조건적인 항복을 주장했다. 쿠라이자족은 이슬람으로 개종했던 그들의 아우스 동맹 중 한 명과 협의하기를 요청했고, 이는 아부 루바바의 도착으로 이어졌다. 무함마드의 의도에 대해 질문을 받자, 그는 목을 가리키며 임박한 학살을 시사했다. 그는 즉시 자신의 무분별한 행동을 후회하고 회개하는 의미로 모스크 기둥 중 하나에 자신을 묶었다.
25일간의 포위 끝에 바누 쿠라이자 부족은 항복했다. 바누 아우스 부족의 무슬림들은 무함마드에게 관용을 베풀어달라고 간청했고, 이에 그는 그들 자신의 한 명이 재판관을 맡도록 제안했고, 그들은 이를 받아들였다. 무함마드는 그 역할을 이전 메카 포위전에서 입은 상처의 감염으로 죽음에 가까웠던 사드 이븐 무아드에게 맡겼다. 그는 모든 남성들을 처형하고, 그들의 소유물은 무슬림들 사이에 분배하며, 여성과 아이들은 포로로 삼아야 한다고 선언했다. 무함마드는 이 선언이 알라의 심판과 일치한다고 말하며 승인했다. 결과적으로 바누 쿠라이자 부족의 남성 600명에서 900명이 처형되었다. 여성과 아이들은 노예로 분배되었고, 일부는 나지드로 운송되어 판매되었다. 그 수입은 무슬림들을 위한 무기와 말을 구입하는 데 사용되었다.

### 바누 파자라 사건
바누 쿠라이자와의 분쟁 몇 달 후, 무함마드는 시리아에서 무역을 할 낙타 무리를 조직했다. 자이드 이븐 하리타는 호송대를 지키는 임무를 맡았다. 그들이 이전에 자이드가 습격했던 바누 파자라의 영토를 통과할 때, 부족은 복수할 기회를 잡고 낙타 무리를 공격하여 그를 부상시켰다. 그가 메디나로 돌아오자, 무함마드는 자이드에게 파자라족에 대한 징벌 작전을 지휘하도록 명령했고, 이 작전에서 그들의 족모 움 키르파가 붙잡혀 잔인하게 처형되었다.

### 후다이비야 조약

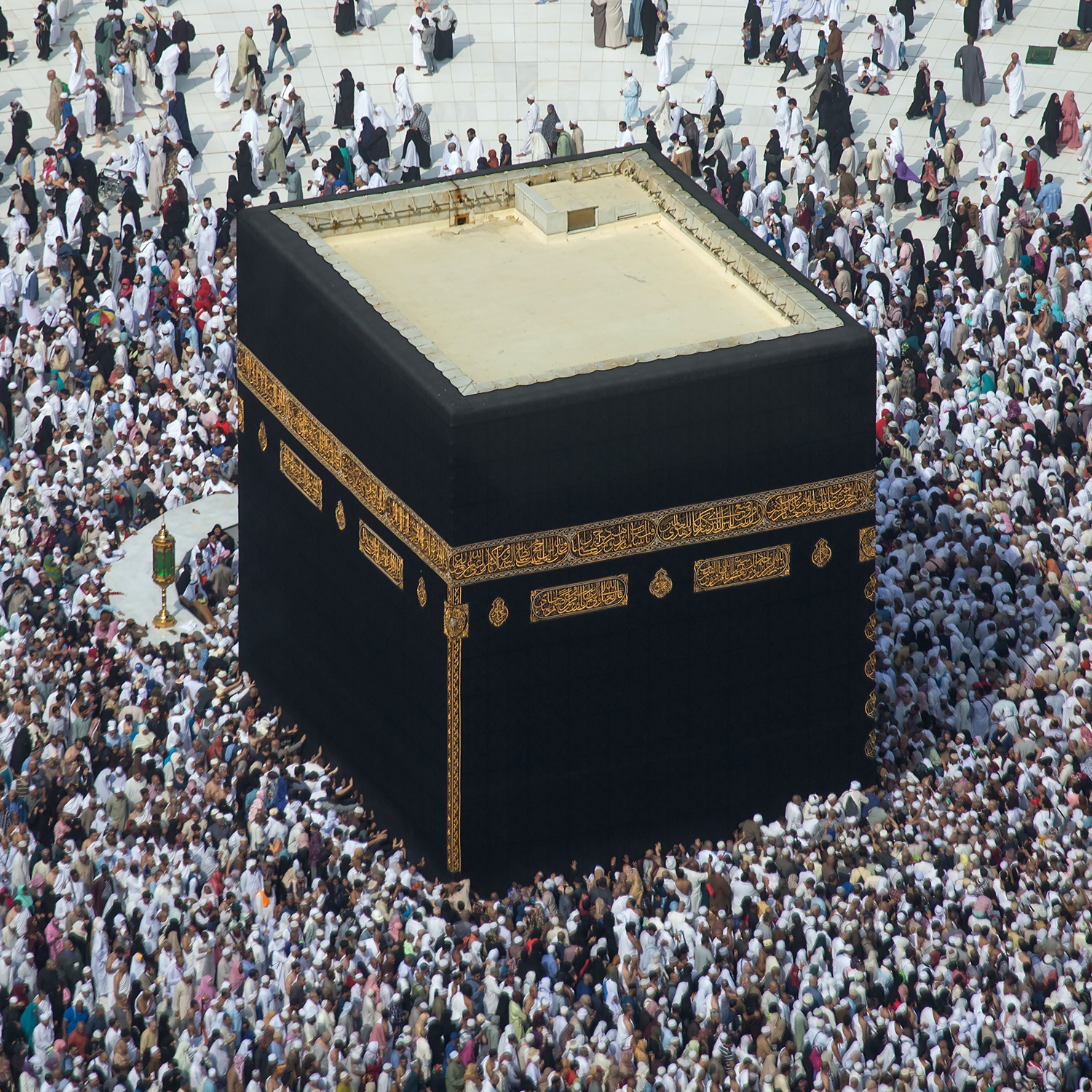
메카의 카바는 오랫동안 이 지역의 주요 경제 및 종교적 역할을 담당했다. 무함마드가 메디나에 도착한 지 17개월 후, 이곳은 무슬림의 기도 방향 (키블라)이 되었다. 카바는 여러 번 재건되었으며, 현재의 구조는 1629년에 건축된 것으로, 683년의 이전 건물을 재건한 것이다.

628년 초, 무함마드는 메카로의 방해받지 않는 순례를 꿈꾼 후 여행을 시작했다. 그는 평소 순례 복장을 하고 한 무리의 추종자들과 동행했다. 후다이비야에 도착하자, 그들은 쿠라이시족 사절단을 만났고, 사절단은 그들의 의도를 물었다. 무함마드는 그들이 카바를 숭배하러 왔을 뿐 싸우러 온 것이 아니라고 설명했다. 그는 그 후 우스만, 아부 수피안의 이종사촌을 보내 쿠라이시족과 협상하게 했다. 협상이 길어지자, 우스만의 죽음에 대한 소문이 돌기 시작했고, 무함마드는 추종자들에게 충성 맹세를 갱신하도록 요청했다. 우스만은 협상 교착 상태에 대한 소식을 가지고 돌아왔다. 무함마드는 계속해서 끈질기게 노력했다. 결국, 쿠라이시족은 완전한 협상 권한을 가진 사절 수하일 이븐 암르를 보냈다. 긴 논의 끝에 마침내 다음과 같은 조건의 조약이 체결되었다.
1. 양 당사자 간에 10년의 휴전이 성립되었다.
2. 쿠라이시족이 보호자의 허락 없이 무함마드 편으로 오면 쿠라이시족에게 돌려보내야 했다. 그러나 무슬림이 쿠라이시족에게 가면 무함마드에게 넘겨지지 않았다.
3. 무함마드 또는 쿠라이시족과 동맹을 맺고 싶어하는 부족들은 자유롭게 그렇게 할 수 있었다. 이러한 동맹도 10년 휴전으로 보호받았다.
4. 무슬림들은 메디나로 돌아가야 했지만, 다음 해에 움라 순례를 할 수 있었다.[245][244]

### 카이바르 침공
후다이비야에서 돌아온 지 약 10주 후, 무함마드는 메디나에서 북쪽으로 약 75 마일 (121 km) 떨어진 번성하는 오아시스 카이바르를 침공할 계획을 밝혔다. 이 도시는 이전에 무함마드에 의해 메디나에서 추방된 바누 나디르를 포함한 유대인들이 거주하고 있었다. 임무로부터 얻을 수 있는 풍부한 전리품의 전망으로, 수많은 자원봉사자들이 그의 부름에 응했다. 움직임을 숨기기 위해 무슬림 군대는 밤에 행진하기로 결정했다. 새벽이 밝고 도시 사람들이 요새 밖으로 나와 대추를 수확할 때, 그들은 진격하는 무슬림 군대의 모습에 놀랐다. 무함마드는 "알라후 아크바르! 카이바르는 파괴되었다. 우리가 백성의 땅에 접근할 때, 경고받은 자들에게는 끔찍한 아침이 기다리고 있다."라고 외쳤다. 한 달 넘게 격렬한 전투를 벌인 끝에 무슬림들은 성공적으로 도시를 점령했다.
살해된 전사들의 아내를 포함한 전리품은 무슬림들 사이에 분배되었다. 바누 알 나디르의 보물이 맡겨진 유대인 지도자 케나나 이븐 알 라비는 보물의 행방을 모른다고 부인했다. 한 유대인이 그가 특정 폐허 주변에 늘 있었다는 것을 폭로하자, 무함마드는 발굴을 명령했고 보물이 발견되었다. 남은 재산에 대해 질문을 받자 케나나는 밝히기를 거부했다. 그는 무함마드의 명령으로 고문을 당한 후 동생의 복수를 위해 무함마드 이븐 마슬라마에 의해 참수당했다. 무함마드는 케나나의 아내 사피야 빈트 후야이를 자신의 노예로 삼았고 나중에 그녀에게 이슬람으로 개종하도록 권유했다. 그녀는 받아들였고 무함마드의 아내가 되기로 동의했다.
무슬림에게 패배한 후, 일부 유대인들은 무슬림들이 대추야자 재배에 대한 전문 지식과 노동력이 부족하다는 점을 감안하여 소작농으로 남아 섬기겠다고 무함마드에게 제안했다. 그들은 연간 생산물의 절반을 무슬림들에게 주기로 동의했다. 무함마드는 언제든지 그들을 추방할 수 있다는 단서 조항을 달고 이 합의에 동의했다. 그들은 농사를 지을 수 있었지만, 그는 모든 금이나 은을 항복할 것을 요구했으며, 재산을 숨긴 자들은 처형했다. 카이바르에서 일어난 일을 본 파닥의 유대인들은 즉시 무함마드에게 사절을 보내 연간 수확량의 50%를 포기하겠다는 동일한 조건에 동의했다. 그러나 전투가 발생하지 않았기 때문에 병사들은 전리품의 일부를 주장할 수 없었다. 결과적으로 모든 약탈물은 무함마드의 독점적인 재산이 되었다.
전투 후 열린 잔치에서 무함마드에게 제공된 음식에 독이 섞여 있었다고 전해진다. 그의 동료 비쉬르는 그것을 먹고 죽었고, 무함마드 자신은 맛을 본 후 토해내어 살았다. 범인은 유대인 여성 자이나브 빈트 알 하리스로, 그녀의 아버지, 삼촌, 남편이 무슬림들에게 살해당했다. 그녀에게 왜 그랬는지 묻자, 그녀는 "당신이 내 백성에게 무엇을 했는지 아실 것입니다... 나는 스스로에게 말했습니다: 그가 정말 예언자라면 독에 대해 알 것이다. 그가 단순한 왕이라면, 그를 없앨 것이다."라고 답했다. 무함마드는 독을 섭취한 후 한동안 병을 앓았으며, 사망할 때까지 간헐적으로 고통을 겪었다.

## 말년

### 메카 정복

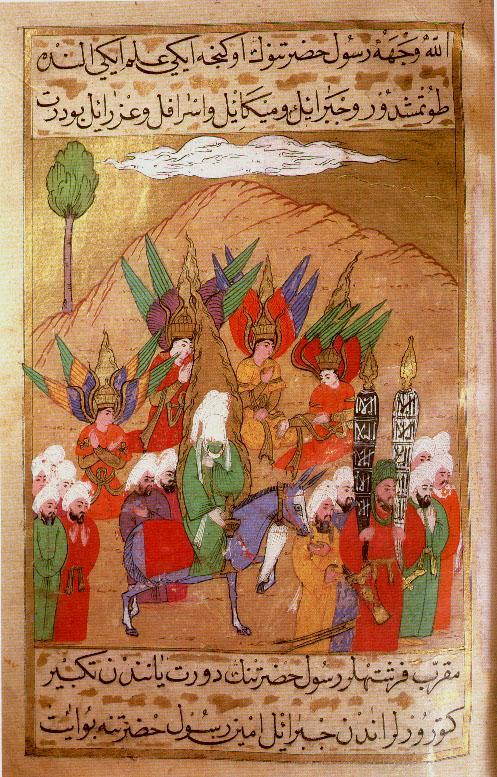
시예르 이 네비에 묘사된 메카로 진군하는 무함마드의 모습으로, 그의 얼굴은 가려져 있다. 가브리엘, 미카엘, 이스라필 그리고 아즈라엘 천사들도 그려져 있다.

후다이비야 휴전은 2년 동안 시행되었다. 바누 쿠자아 부족은 무함마드와 좋은 관계를 유지했으며, 그들의 적수인 바누 바크르는 메카인들과 동맹을 맺었다. 바크르의 한 씨족이 쿠자아에 야간 습격을 감행하여 그들 중 몇 명을 살해했다. 메카인들은 바누 바크르에게 무기를 지원했고, 일부 자료에 따르면 몇몇 메카인도 전투에 참여했다. 이 사건 이후, 무함마드는 메카에 세 가지 조건의 메시지를 보냈고, 그들 중 하나를 받아들이도록 요구했다. 이 조건들은 다음과 같았다: 메카인들이 쿠자아 부족에서 살해된 자들에 대해 혈족돈을 지불하거나, 바누 바크르와의 관계를 끊거나, 또는 후다이비야 휴전이 무효임을 선언해야 했다.
메카인들은 마지막 조건을 받아들였다고 답했다. 곧 그들은 자신들의 실수를 깨닫고 아부 수피안을 보내 후다이비야 조약을 갱신하려 했으나, 무함마드는 이 요청을 거절했다.

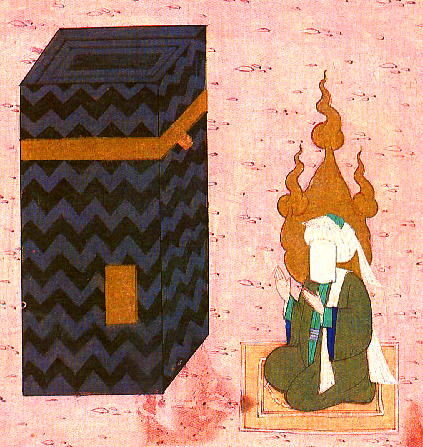
시예르 이 네비에 묘사된 메카 카바의 예언자 무함마드

무함마드는 원정을 준비하기 시작했다. 630년, 무함마드는 10,000명의 무슬림 개종자들과 함께 메카로 진군했다. 최소한의 사상자로 무함마드는 메카를 점령했다. 그는 "살인이나 다른 범죄를 저질렀거나 전쟁을 유발하고 평화를 깨뜨린" 10명의 남녀를 제외한 과거의 범죄에 대해 사면을 선언했다. 이들 중 일부는 나중에 용서받았다. 대부분의 메카인들은 이슬람으로 개종했고, 무함마드는 카바 안팎의 아랍 신상들을 모두 파괴했다. 이븐 이스하크와 알 아즈라키가 수집한 보고서에 따르면, 무함마드는 마리아와 예수의 그림이나 프레스코화를 개인적으로 보존했지만, 다른 전승들은 모든 그림이 지워졌다고 주장한다. 쿠란은 메카 정복을 다룬다.

### 하와진족과 타키프족 정복, 타북 원정

칼리파의 확장, 622–750년:
무함마드, 622–632년
라시둔 칼리파국, 632–661년
우마이야 칼리파국, 661–750년

메카가 무슬림에게 함락되었다는 소식을 들은 하와진족은 가족들을 포함한 부족 전체를 모아 싸웠다. 그들은 약 4,000명의 전사를 보유하고 있었다고 추정된다. 무함마드는 12,000명의 병력을 이끌고 그들을 습격하러 갔지만, 그들은 후나인 계곡에서 그를 기습했다. 무슬림들은 그들을 제압하고 그들의 여성, 어린이, 동물들을 나포했다. 무함마드는 그 후 포도밭과 정원으로 유명한 도시 타이프에 관심을 돌렸다. 그는 그것들을 파괴하고 도시를 포위했는데, 도시는 성벽으로 둘러싸여 있었다. 15-20일 동안 방어선을 뚫는 데 실패한 후, 그는 시도를 포기했다.
후나인에서 얻은 풍부한 전리품을 병사들에게 분배할 때, 나머지 하와진족은 이슬람으로 개종했고 무함마드에게 자신들의 자녀와 여성들을 풀어달라고 간청하며, 그가 어렸을 때 그들 중 일부 여성들에게 양육되었음을 상기시켰다. 그는 응했지만, 나머지 약탈물은 지켰다. 그의 부하 중 일부는 자신들의 몫을 포기하는 것을 반대했고, 그래서 그는 이후의 습격에서 각자 6마리의 낙타로 보상했다. 무함마드는 전리품의 상당 부분을 쿠라이시족의 새로운 개종자들에게 분배했다. 아부 수피안과 그의 두 아들 무아위야와 야지드는 각각 100마리의 낙타를 받았다. 전투에서 용감하게 싸웠지만 거의 아무것도 받지 못한 안사르는 이에 불만을 품었다. 그들 중 한 명이 "이런 선물로는 알라의 얼굴을 찾을 수 없다"고 말했다. 이 말에 당황한 무함마드는 "그가 얼굴색을 바꿨다"고 반박했다.
메카를 점령한 지 약 10개월 후, 무함마드는 군대를 이끌고 비잔틴 시리아의 부유한 국경 지방을 공격했다. 여기에는 무타에서의 패배에 대한 복수와 막대한 전리품 획득 등 여러 동기가 제시된다. 당시의 가뭄과 혹독한 더위로 인해 일부 무슬림은 참전을 삼갔다. 이는 이러한 게으름뱅이들을 꾸짖는 쿠란 9:38절의 계시로 이어졌다. 무함마드와 그의 군대가 타부크에 도착했을 때, 적대 세력은 없었다. 그러나 그는 일부 지역 족장들을 강제하여 자신의 통치를 받아들이고 지즈야를 지불하게 할 수 있었다. 그가 습격을 위해 보낸 칼리드 이븐 알 왈리드 휘하의 부대는 낙타 2,000마리와 소 800마리를 포함한 약간의 전리품을 획득하는 데 성공했다.
하와진족의 이슬람 수용은 타이프가 마지막 주요 동맹국을 잃게 만들었다. 포위 공격 이후 무슬림들의 끊임없는 절도와 테러 공격을 1년간 견딘 후, 포도밭과 정원으로 유명한 바누 타키프 부족의 타이프 주민들은 마침내 임계점에 도달하여 이슬람을 받아들이는 것이 가장 합리적인 길임을 인정했다.

### 작별 순례

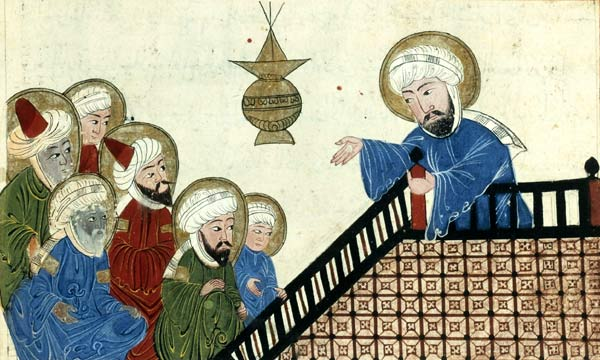
비루니의 과거 세기의 남은 징표의 익명 삽화로, 17세기 오스만 제국 시대에 제작된 14세기 (일 칸국) 필사본의 복사본이다. 무함마드가 작별 순례 기간 동안 나시'를 금지하는 모습을 묘사한다.

631년 2월, 무함마드는 이교도들에게 4개월의 유예 기간을 준 후, 무슬림들이 그들을 만나는 곳마다 공격하고 살해하며 약탈할 것이라는 계시를 받았다.
632년 순례 시즌 동안 무함마드는 직접 의식을 이끌고 설교를 했다. 주요 강조점 중에는 고리대금업과 이슬람 이전 시대의 과거 살인과 관련된 복수극의 금지, 모든 무슬림의 형제애, 그리고 치윤 없는 12태음월의 채택이 있었다.

## 죽음

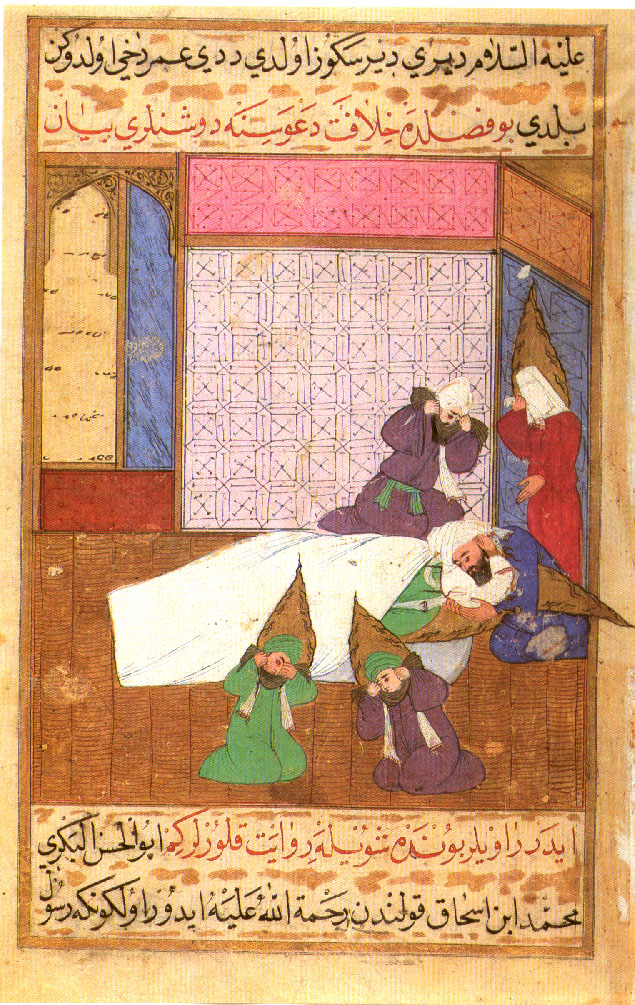
시예르 이 네비에 묘사된 무함마드의 죽음

632년 6월 매장지에서 기도한 후, 무함마드는 극심한 두통에 시달려 고통에 울부짖었다. 그는 계속해서 아내들과 번갈아 밤을 보냈지만, 마이무나의 오두막에서 쓰러졌다. 그는 아내들에게 아이샤의 오두막에 머물게 해달라고 요청했다. 그는 다리가 떨려 알리와 파들 이븐 압바스에게 기대지 않고는 걸을 수 없었다. 그의 아내들과 삼촌 알 압바스는 그가 의식을 잃었을 때 아비시니아 약을 먹였다. 그가 의식을 차리자, 그는 그것에 대해 물었고, 그들은 그가 늑막염에 걸렸을까 봐 두려웠다고 설명했다. 그는 알라가 자신에게 그런 비열한 질병을 주지 않을 것이라고 답했고, 모든 여성들에게도 그 약을 먹으라고 명령했다. 사히 알-부하리를 포함한 다양한 자료에 따르면, 무함마드는 카이바르에서 먹은 음식 때문에 대동맥이 절단되는 것 같았다고 말했다. 632년 6월 8일, 무함마드는 사망했다. 그의 마지막 순간에, 그는 다음과 같이 말했다고 전해진다.
오 알라, 저를 용서하시고 자비를 베푸소서. 그리고 제가 가장 높은 동반자들과 함께하게 하소서.— 무함마드

역사가 알프레드 T. 웰치는 무함마드의 죽음이 육체적, 정신적 피로로 악화된 메디나열에 의해 발생했을 것이라고 추측한다.

## 무덤
무함마드는 그가 죽은 아이샤의 집 안에 묻혔다. 알 왈리드 1세 칼리프 재위 기간 동안, 예언자의 모스크는 무함마드의 무덤 부지를 포함하도록 확장되었다. 무덤 위의 초록 돔은 13세기 맘루크 술탄 알 만수르 칼라원이 지었지만, 녹색은 16세기 오스만 제국 술탄 쉴레이만 1세의 통치 하에 추가되었다. 무함마드의 무덤 옆에는 그의 동료 (사하바)이자 초대 두 무슬림 칼리프인 아부 바크르 알시디크와 우마르 이븐 알카타브의 무덤, 그리고 무슬림들이 예수를 기다린다고 믿는 빈 무덤이 있다.
사우드 빈 압둘아지즈가 1805년에 메디나를 점령했을 때, 무함마드의 무덤은 금과 보석 장식을 벗겨냈다. 와하브파의 추종자였던 사우드의 추종자들은 그들의 숭배를 막기 위해 메디나의 거의 모든 무덤 돔을 파괴했고, 무함마드의 돔은 간신히 파괴를 면했다고 전해진다. 유사한 사건이 1925년에도 일어났는데, 사우디 민병대가 도시를 다시 점령했고, 이번에는 도시를 유지할 수 있었다. 와하브파 이슬람 해석에서는 매장이 표식이 없는 무덤에서 이루어져야 한다고 본다. 사우디인들은 이러한 관행을 싫어하지만, 많은 순례자들은 계속해서 지야라트—의례적인 방문—를 무덤에 행한다.

## 계승

칼리파국 확장, 622–750년:
무함마드, 622–632년
라시둔 칼리파국, 632–661년
우마이야 칼리파국, 661–750년

무함마드의 사망과 함께 그의 후계자가 누구일지에 대한 의견 불일치가 발생했다. 무함마드의 저명한 동료인 우마르 이븐 알카타브는 무함마드의 친구이자 협력자인 아부 바크르 알시디크를 지명했다. 추가적인 지지를 얻어 아부 바크르는 초대 칼리파로 확정되었다. 이 선택은 무함마드의 일부 동료들에 의해 논쟁의 여지가 있었는데, 그들은 그의 사촌이자 사위인 알리 이븐 아비 탈리브가 가디르 쿰에서 무함마드에 의해 후계자로 지명되었다고 주장했다. 아부 바크르는 이전 패배 때문에 즉시 동로마 제국 군대에 대한 공격을 시작했지만, 그는 먼저 무슬림 역사가들이 나중에 리다 전쟁, 또는 "배교 전쟁"이라고 불렀던 사건에서 아랍 부족들의 반란을 진압해야 했다.
이슬람 이전의 중동은 동로마 제국과 사산 제국이 지배했다. 두 제국 간의 로마-페르시아 전쟁은 이 지역을 황폐화시켰고, 이로 인해 이들 제국은 지역 부족들 사이에서 인기가 없었다. 게다가 무슬림들이 정복할 지역의 많은 기독교인들(네스토리우스교, 단성론자, 야코비테파, 콥트교인)은 그들을 이단으로 여겼던 동방 정교회에 불만을 품고 있었다. 10년 이내에 무슬림들은 메소포타미아, 비잔틴 시리아, 비잔틴 이집트, 페르시아의 상당 부분을 정복하고 라시둔 칼리파국을 세웠다.

## 가족

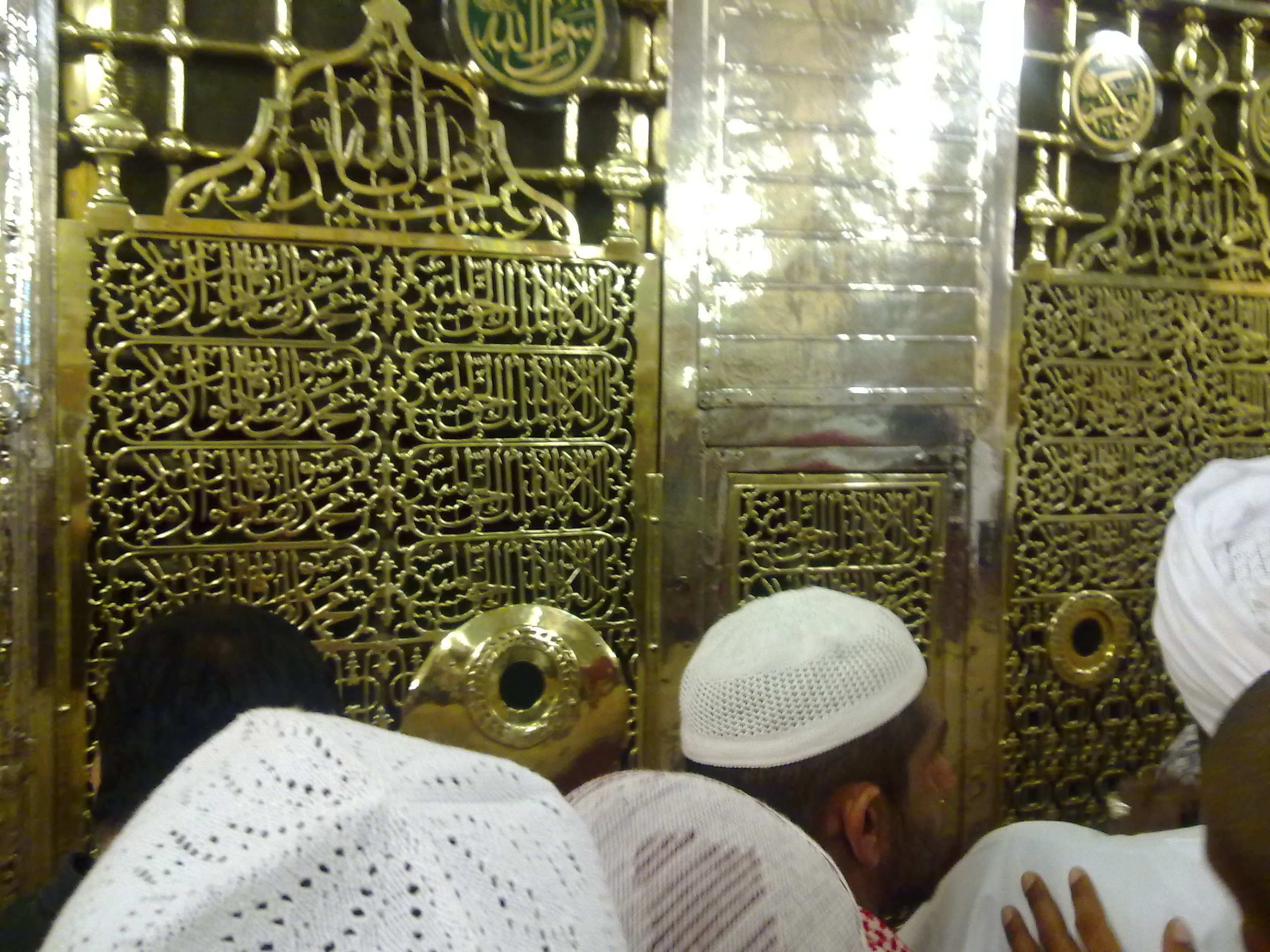
무함마드의 무덤은 그의 세 번째 아내 아이샤의 거처 (예언자의 모스크, 메디나)에 위치해 있다.

무함마드의 삶은 전통적으로 두 시기로 나뉜다. 메카에서의 헤지라 이전 시기 (570-622)와 메디나에서의 헤지라 이후 시기 (622-632)이다. 무함마드는 총 13명의 아내가 있었다고 전해지는데 (두 명은 아내인지 첩인지 모호한 기록이 있다: 라이하나 빈트 자이드와 마리아 알 키브티야).
25세에 무함마드는 40세의 부유한 카디자와 결혼했다. 결혼 생활은 25년 동안 행복하게 지속되었다. 무함마드는 이 결혼 기간 동안 다른 여성과 결혼하지 않았다. 카디자의 죽음 이후, 카울라 빈트 하킴은 무함마드에게 무슬림 미망인인 사우다 빈트 잠아 또는 메카의 움 루만과 아부 바크르 알시디크의 딸인 아이샤와 결혼해야 한다고 제안했다. 무함마드는 두 여성과 모두 결혼할 준비를 요청했다고 전해진다. 고전 자료에 따르면, 무함마드는 아이샤가 6-7세였을 때 결혼했으며, 결혼은 나중에 그녀가 9세, 그가 53세였을 때 이루어졌다.
무함마드는 음식 준비, 옷 수선, 신발 수리 등 집안일을 직접 했다. 그는 또한 아내들을 대화에 익숙하게 만들었다고 전해진다. 그는 그들의 조언을 경청했고, 아내들은 그와 논쟁하고 심지어 말다툼까지 했다.
카디자는 무함마드 사이에서 네 명의 딸(루카이야 빈트 무함마드, 움 쿨숨 빈트 무함마드, 자이나브 빈트 무함마드, 파티마 자흐라)과 두 명의 아들(카심 이븐 무함마드와 압둘라 이븐 무함마드로, 둘 다 어린 나이에 사망했다)을 두었다고 전해진다. 그의 딸 중 파티마를 제외한 모두가 그보다 먼저 사망했다. 일부 시아파 학자들은 파티마가 무함마드의 유일한 딸이라고 주장한다. 마리아 알 키브티야는 그에게 이브라힘 이븐 무함마드라는 아들을 낳았으나, 이 아들은 두 살 때 사망했다.
무함마드의 아홉 아내가 그보다 오래 살았다. 수니파 전통에서 무함마드의 가장 사랑하는 아내로 알려진 아이샤는 그보다 수십 년을 더 살았으며, 수니파 이슬람의 하디스 문학을 형성하는 무함마드의 흩어진 말씀들을 모으는 데 중요한 역할을 했다.
자이드 이븐 하리타는 카디자가 무함마드에게 준 노예였다. 그는 그녀의 조카 하킴 이븐 히잠이 우카즈 시장에서 그를 샀다. 자이드는 그 부부의 양아들이 되었지만, 무함마드가 자이드의 전처인 자이나브 빈트 자흐시와 결혼할 무렵 양자 관계가 해지되었다. BBC 요약에 따르면, "예언자 무함마드는 노예 제도를 폐지하려고 하지 않았고, 직접 노예를 사고팔고, 붙잡고, 소유했다. 그러나 그는 노예 소유자들이 노예를 잘 대우해야 한다고 주장했고 노예 해방의 미덕을 강조했다. 무함마드는 노예를 인간으로 대우했고 일부 노예를 최고로 존경했다."

## 유산

### 이슬람 전통
일신교에 대한 증언에 이어, 무함마드의 예언자 됨에 대한 믿음은 이슬람 신앙의 주요 측면이다. 모든 무슬림은 샤하다에서 다음과 같이 선언한다: "나는 알라 외에는 신이 없으며, 무함마드는 알라의 사도임을 증언한다." 샤하다는 이슬람의 기본 신조 또는 교리이다. 이슬람 신앙에 따르면, 이상적으로는 샤하다가 갓 태어난 아기가 처음 듣는 말이 될 것이며, 아이들은 즉시 그것을 배우고 죽을 때 암송될 것이다. 무슬림들은 기도 부름 (아잔)과 기도 자체에서 샤하다를 반복한다. 이슬람교로 개종하려는 비무슬림들은 이 신조를 암송해야 한다.

"알라께서 그를 영화롭게 하시고 평화를 주시옵소서"의 서예적 표현으로, 관례적으로 무함마드의 이름 뒤에 붙여지며, U+FDFA에서 결합자로 인코딩된다.

이슬람 신앙에서 무함마드는 알라가 보낸 마지막 예언자로 여겨진다. 하디스와 시라와 같은 저술들은 무함마드에게 여러 기적 또는 초자연적인 사건을 귀속시킨다. 이 중 하나는 달 쪼개짐으로, 현존하는 가장 초기의 타프시르 편집본에 따르면 달이 문자 그대로 쪼개진 것이다.
순나는 하디스에 보존된 무함마드의 행동과 말을 나타내며, 종교 의식, 개인 위생, 사망자 매장부터 인간과 알라 사이의 사랑과 관련된 신비로운 질문에 이르기까지 광범위한 활동과 신념을 포괄한다. 순나는 경건한 무슬림의 모범으로 여겨지며, 무슬림 문화에 크게 영향을 미쳤다. 매일의 기도, 금식, 연례 순례와 같은 주요 이슬람 의식의 많은 세부 사항은 쿠란이 아닌 순나에서만 찾을 수 있다.

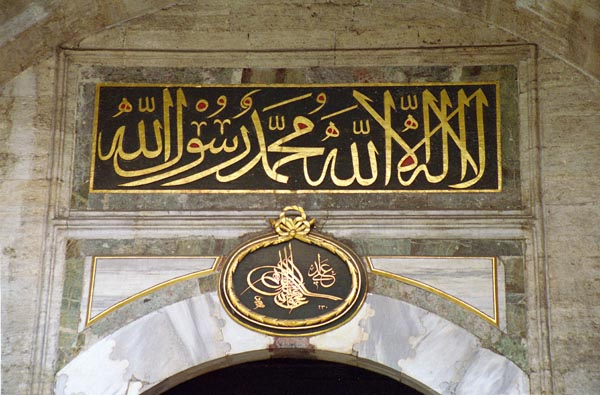
이스탄불 톱카프 궁전에 묘사된 샤하다

무슬림들은 전통적으로 무함마드에 대한 사랑과 숭배를 표현해 왔다. 무함마드의 삶, 그의 중보, 그리고 그의 기적에 대한 이야기들은 대중적인 무슬림 사상과 시 (나아트)에 스며들었다. 아랍어 무함마드 송가 중에서 이집트 수피 알 부시리 (1211–1294)의 카시다트 알 부르다 ("망토의 시")는 특히 잘 알려져 있으며, 치유적이고 영적인 힘을 지닌 것으로 널리 여겨진다. 쿠란은 무함마드를 "세상에 대한 자비 (라흐마트)"라고 언급한다. 동양 국가에서 비와 자비를 연관시키는 것은 무함마드를 축복을 베풀고 땅을 덮어 죽은 마음을 되살리는 비구름으로 상상하게 만들었다. 이는 비가 죽은 것처럼 보이는 땅을 되살리는 것과 같다. 무함마드의 생일은 와하브파가 지배하는 사우디아라비아를 제외한 이슬람 세계 전역에서 주요 축제로 기념되며, 이러한 공개 축제는 권장되지 않는다. 무슬림들은 무함마드의 이름을 말하거나 쓸 때, 일반적으로 아랍어 구절 살랄라후 알레이히 와 살람(알라께서 그를 영화롭게 하시고 평화를 주시옵소서) 또는 영어 구절 peace be upon him을 덧붙인다. 비공식적인 글에서는 아랍어 구절의 약어인 SAW 또는 영어 구절의 약어인 PBUH가 때때로 사용되며, 인쇄물에서는 작은 서예적 표현 (ﷺ)이 일반적으로 사용된다.

#### 외모와 묘사
다양한 자료들은 전성기 무함마드의 그럴듯한 묘사를 제시한다. 그는 평균보다 약간 큰 키에 튼튼한 체격과 넓은 가슴을 가지고 있었다. 목은 길고, 넓은 이마와 큰 머리를 지녔다. 눈은 어둡고 강렬했으며, 길고 검은 속눈썹으로 강조되었다. 그의 머리카락은 검고 완전히 곱슬거리지 않았으며, 귀까지 늘어져 있었다. 그의 길고 빽빽한 수염은 깔끔하게 다듬어진 콧수염과 대조를 이루었다. 코는 길고 매부리코였으며, 끝은 가늘었다. 그의 치아는 고르게 벌어져 있었다. 그의 얼굴은 지적이며, 깨끗한 피부에는 목에서 배꼽까지 이어지는 털선이 있었다. 약간 구부정한 자세에도 불구하고, 그의 걸음걸이는 빠르고 단호했다. 무함마드의 입술과 뺨은 우후드 전투 중 투석기에 의해 찢어졌다. 상처는 나중에 지져졌고, 얼굴에 흉터를 남겼다.
그러나 하디스가 지각 있는 생물의 형상 제작을 금지하므로, 이슬람 종교 예술은 주로 서예에 중점을 둔다. 무슬림들은 일반적으로 무함마드의 묘사를 피하고, 대신 모스크를 서예, 쿠란 비문 또는 기하학적 디자인으로 장식한다. 오늘날 무함마드의 형상 금지—알라가 아닌 무함마드를 숭배하는 것을 방지하기 위해 고안된 것—는 수니파 이슬람(무슬림의 85–90%)과 아흐마드파 이슬람(1%)에서 시아파(10–15%)보다 훨씬 엄격하게 지켜진다. 과거에는 수니파와 시아파 모두 무함마드의 형상을 제작했지만, 이슬람의 무함마드 묘사는 드물다. 주로 개인적이고 엘리트적인 세밀화 매체에 한정되었으며, 1500년경부터 대부분의 묘사는 무함마드의 얼굴을 가리거나 상징적으로 불꽃으로 표현한다.

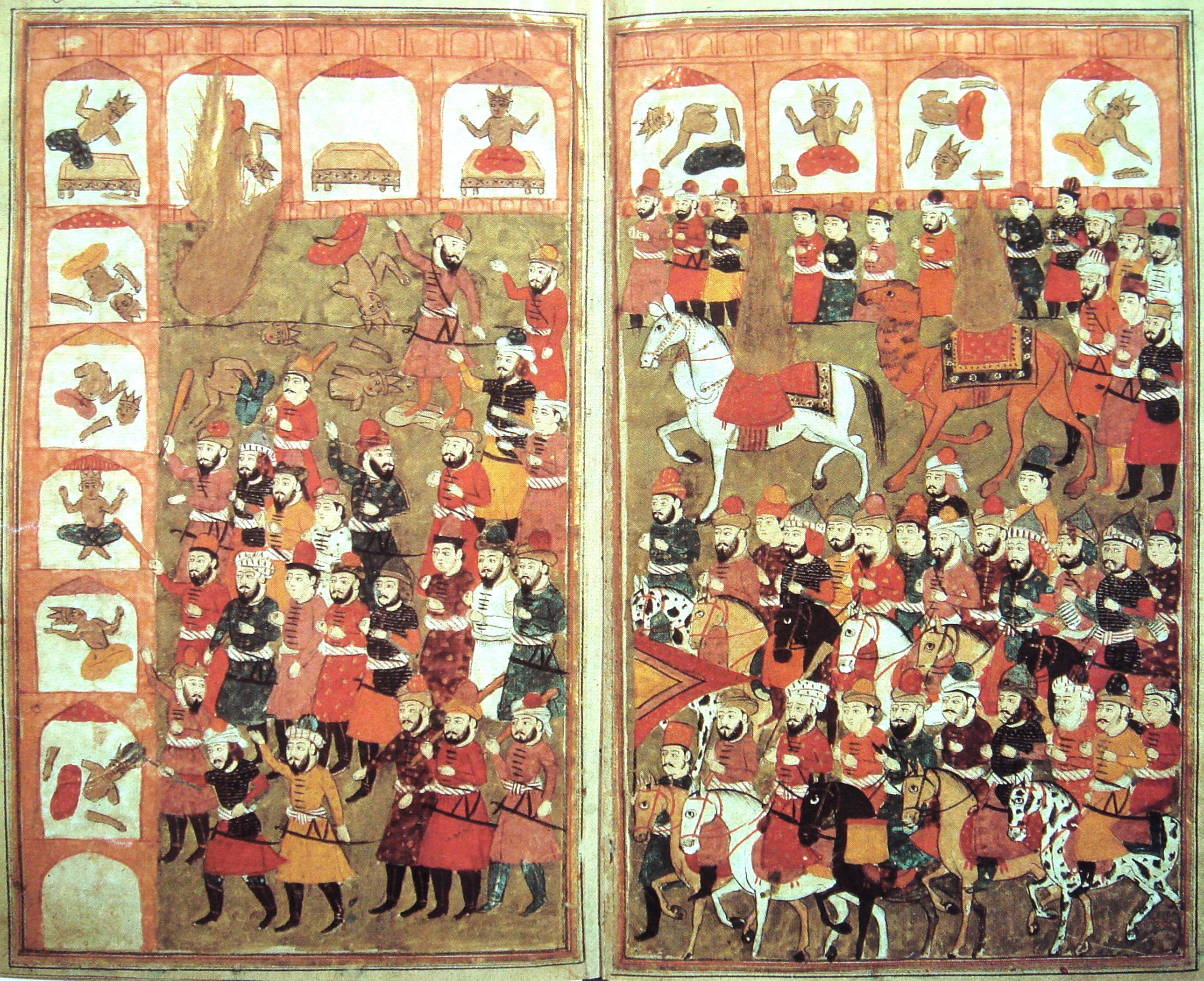
무함마드의 메카 입성과 우상 파괴. 이 필사본에서 무함마드는 불꽃으로 묘사되어 있다. 1808년 인도 잠무 카슈미르 왕국 바질의 함라이 하이다리에서 발견되었다.

현존하는 가장 오래된 묘사는 13세기 아나톨리아 셀주크와 일칸 페르시아 세밀화에서 유래하며, 일반적으로 무함마드의 삶과 행적을 묘사하는 문학 장르에서 나타난다. 페르시아의 몽골 통치자들이 이슬람으로 개종했던 일칸 시대에는 경쟁하는 수니파와 시아파 집단이 무함마드의 이미지를 포함한 시각적 이미지를 사용하여 이슬람의 주요 사건에 대한 자신들의 특정 해석을 홍보했다. 몽골 엘리트의 개종 이전에 존재했던 불교의 대표적 종교 예술 전통의 영향을 받아, 이러한 혁신은 이슬람 세계에서 전례 없는 것이었고, 책 외에도 "모스크, 태피스트리, 실크, 도자기, 유리 및 금속 세공품"에서 "추상화에서 표현으로의 이슬람 예술 문화의 더 넓은 변화"를 동반했다. 페르시아 지역에서는 이러한 사실적 묘사 전통이 티무르 왕조를 거쳐 16세기 초 사파비 왕조가 집권할 때까지 지속되었다. 시아 이슬람을 국교로 삼은 사파비 왕조는 전통적인 일칸 및 티무르 예술 양식에서 벗어나 무함마드의 얼굴을 베일로 가려 그의 특징을 가리면서 동시에 그의 빛나는 본질을 나타내는 방식으로 변화를 시작했다. 동시에, 이전 시기의 베일이 없는 이미지 중 일부는 훼손되었다. 나중에 오스만 튀르키예와 다른 곳에서도 이미지가 제작되었지만, 모스크는 결코 무함마드의 이미지로 장식되지 않았다. 일 칸국 시대부터 사파비 시대까지 밤의 여행 (미라지)에 대한 삽화가 특히 인기가 있었다. 19세기 동안 이란에서는 무함마드의 얼굴을 베일로 가린 인쇄 및 삽화 미라지 서적의 붐이 일어났는데, 이는 특히 문맹자와 어린이들을 대상으로 그래픽 노블과 같은 방식으로 제작되었다. 석판 인쇄를 통해 복제된 이 책들은 본질적으로 "인쇄된 필사본"이었다. 오늘날 수백만 개의 역사적 복제품과 현대적 이미지가 일부 무슬림 다수 국가, 특히 튀르키예와 이란에서 포스터, 엽서, 심지어 커피 테이블 북으로도 구할 수 있지만, 이슬람 세계의 다른 대부분 지역에서는 알려져 있지 않으며, 다른 국가 출신 무슬림이 접할 경우 상당한 불안과 불쾌감을 유발할 수 있다.

### 이슬람 사회 개혁
W. 몽고메리 와트에 따르면, 무함마드에게 종교는 사적이고 개인적인 문제가 아니라 "그가 처한 총체적인 상황에 대한 그의 인격의 총체적인 반응이었다. 그는 상황의 종교적, 지적 측면에만 반응한 것이 아니라, 동시대 메카가 겪고 있던 경제적, 사회적, 정치적 압력에도 반응했다." 버나드 루이스는 이슬람에 두 가지 중요한 정치적 전통이 있다고 말한다. 즉, 메디나의 정치가 무함마드와 메카의 반군 무함마드이다. 그의 견해로는, 이슬람은 새로운 사회에 도입될 때 혁명과 유사한 큰 변화이다.
역사가들은 일반적으로 사회 보장, 가족 구조, 노예 제도, 여성과 어린이의 권리 등 이슬람의 사회적 변화가 아랍 사회의 현상 유지에 비해 개선되었다는 점에 동의한다. 예를 들어, 루이스에 따르면 이슬람은 "처음부터 귀족 특권을 비난하고, 계층을 거부하며, 재능 있는 자에게 기회가 열려 있다는 원칙을 채택했다." 무함마드의 메시지는 아라비아반도의 사회와 생활의 도덕적 질서를 변화시켰다. 사회는 인지된 정체성, 세계관, 가치 위계의 변화에 중점을 두었다. 경제 개혁은 이슬람 이전 메카에서 문제가 되고 있던 가난한 사람들의 어려움을 다루었다. 쿠란은 가난한 사람들을 위해 자카트 (자선세)를 지불할 것을 요구한다. 무함마드의 힘이 커짐에 따라 그는 그와 동맹을 맺고자 하는 부족들에게 특히 자카트를 이행하도록 요구했다.

### 유럽의 평가

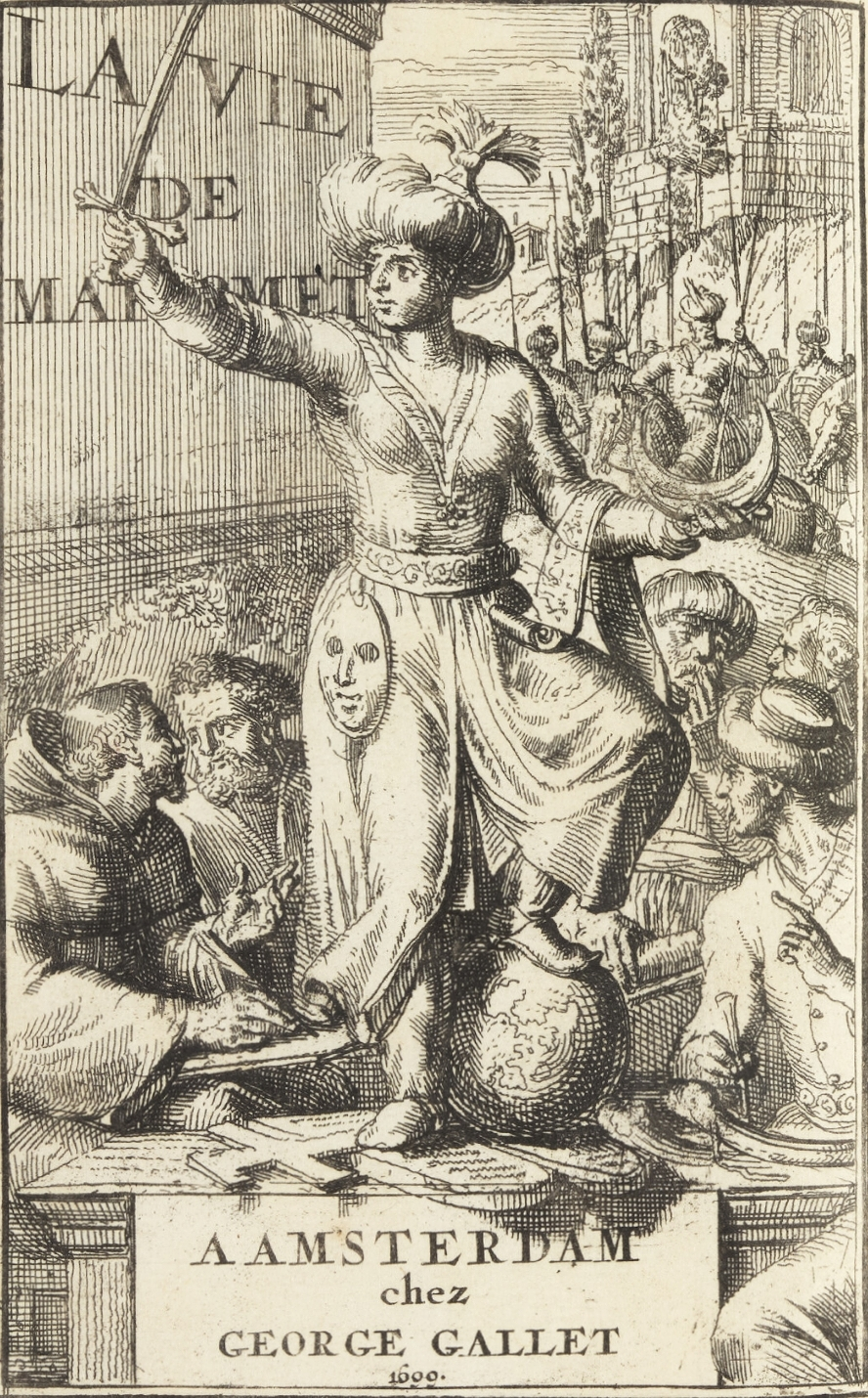
M. 프라이도(1699)의 라 비 드 마호메에 묘사된 무함마드. 그는 검과 초승달을 들고 지구본, 십자가, 십계명을 밟고 있다.

기욤 포스텔은 무함마드를 기독교인들이 유효한 예언자로 존경해야 한다고 주장하면서 무함마드에 대한 더 긍정적인 견해를 제시한 최초의 인물 중 한 명이었다. 고트프리트 빌헬름 라이프니츠는 "자연 종교에서 벗어나지 않았다"는 이유로 무함마드를 칭찬했다. 앙리 드 불랭빌리에는 1730년에 사후 출판된 그의 비 드 마호메에서 무함마드를 뛰어난 정치 지도자이자 정의로운 입법자로 묘사했다. 그는 무함마드를, 다투는 동방 기독교인들을 혼란시키고, 로마인과 페르시아인의 전제 통치로부터 동방을 해방시키고, 인도에서 스페인에 이르기까지 알라의 통일성을 전파하기 위해 알라가 사용한 신성한 영감을 받은 메신저로 제시한다. 볼테르는 무함마드에 대해 복합적인 견해를 가지고 있었다. 그의 희곡 르 파나티즘, 오 마호메트 르 프로페트에서 그는 무함마드를 광신주의의 상징으로 비난하고, 1748년의 한 수필에서는 그를 "숭고하고 진심 어린 사기꾼"이라고 불렀다. 그러나 볼테르의 역사적 고찰인 에세 쉬르 레 뫼르에서는 무함마드를 입법자이자 정복자로 제시하며 그를 "열광자"라고 부른다. 장자크 루소는 그의 사회 계약 (1762)에서, "무함마드를 사기꾼이자 사칭꾼으로 보는 적대적인 전설들을 제쳐두고, 그를 종교적, 정치적 권력을 현명하게 융합한 현명한 입법자로 제시한다". 엠마뉘엘 파스토레의 1787년 조로아스터, 공자, 무함마드에서, 그는 이 세 명의 "위대한 인물", "우주의 가장 위대한 입법자"의 삶을 제시하고, 종교 개혁가이자 입법자로서의 그들의 경력을 비교한다. 파스토레는 무함마드가 사기꾼이라는 일반적인 견해를 거부하고, 쿠란이 "숭배와 도덕의 가장 숭고한 진리"를 제공한다고 주장한다. 그것은 "경이로운 간결성"으로 알라의 통일성을 정의한다. 파스토레는 무함마드의 부도덕성에 대한 일반적인 비난은 근거가 없다고 썼다. 오히려 그의 법은 추종자들에게 절제, 관대함, 연민을 명한다. "아라비아의 입법자"는 "위대한 인물"이었다. 나폴레옹 보나파르트는 무함마드와 이슬람교를 존경했고, 그를 모범적인 입법자이자 정복자로 묘사했다. 토머스 칼라일은 1841년 그의 저서 영웅 숭배론에서 "마호메트"를 "조용하고 위대한 영혼; 그는 진심이 아니면 안 될 사람 중 한 명이었다"고 묘사한다. 칼라일의 해석은 무슬림 학자들에게 서양 학문이 무함마드를 역사상 위대한 인물로 인정한다는 증거로 널리 인용되어 왔다.
이안 알몬드는 독일 낭만주의 작가들이 일반적으로 무함마드에 대해 긍정적인 견해를 가지고 있었다고 말한다. "괴테의 '특별한' 시인-예언자, 헤르더의 국가 건설자 (...) 슐레겔의 이슬람에 대한 미학적 산물로서의 찬양은 부럽게도 진정하고 빛나는 전체적이며, 그의 무함마드에 대한 관점에서 모범적인 세계 형성자로서 너무나 중요한 역할을 했기 때문에 그는 심지어 그것을 고전(디티람보스는 '시의 쿠란'과 비슷하려면 순수한 아름다움을 발산해야 한다고 한다)에 대한 판단의 척도로 사용했다." 하인리히 하이네의 말을 인용한 후, 그는 친구에게 보낸 편지에서 "나는 당신, 메카의 위대한 예언자가 가장 위대한 시인이며 당신의 쿠란...은 내 기억에서 쉽게 사라지지 않을 것임을 인정해야 한다"고 말했다. 존 톨란은 특히 유럽의 유대인들이 무함마드와 이슬람에 대해 더 미묘한 견해를 가지고 있었음을 보여준다. 차별받는 민족종교 소수 집단으로서 그들은 특히 알안달루스를 칭찬했으며, 따라서 "이슬람에 대해 글을 쓰는 것은 유대인들에게는 19세기 유럽의 박해와 포그롬에서 벗어나 유대인들이 비유대인 이웃들과 조화롭게 살 수 있는 환상 세계에 탐닉하는 방법이었다."
W. 몽고메리 와트와 리처드 벨과 같은 최근의 작가들은 무함마드가 의도적으로 추종자들을 속였다는 생각을 일축하며, 무함마드가 "완전히 진실하고 완전한 선의로 행동했다"고 주장하고, 무함마드가 합리적인 희망의 근거가 없어 보이는 상황에서도 자신의 대의를 위해 고난을 견디려 했던 의지는 그의 진정성을 보여준다고 말한다. 그러나 와트는 진정성이 직접적으로 정확성을 의미하지는 않는다고 말한다. 현대적인 용어로 말하면, 무함마드는 자신의 잠재의식을 신성한 계시로 오인했을 수도 있다. 와트와 버나드 루이스는 무함마드를 이기적인 사기꾼으로 보는 것은 이슬람의 발전을 이해하는 것을 불가능하게 만든다고 주장한다. 알포드 T. 웰치는 무함마드가 그의 소명에 대한 확고한 믿음 때문에 그렇게 영향력 있고 성공할 수 있었다고 주장한다.

### 비판
무함마드에 대한 비판은 7세기부터 존재했으며, 당시 비무슬림 아랍 동시대인들은 그가 일신교를 설교하는 것을 비난했고, 아라비아의 유대 부족은 그가 성경적 서사들과 인물들을 전유하고 자신을 "예언자의 봉인"으로 선포한 것을 비난했다. 중세 시대에 서양과 비잔틴 기독교인들은 그를 거짓 선지자, 적그리스도로 낙인찍거나 이단자로 묘사했다. 현대의 비판은 무함마드의 예언자로서의 정당성, 도덕적 행위, 결혼, 노예 소유, 적들에 대한 대우, 교리적 문제에 대한 접근 방식, 그리고 심리적 안녕에 대한 의문을 포함한다.

### 수피파
순나는 특히 이슬람 1세기 말부터 이슬람 법의 발전에 크게 기여했다. 쿠란의 내적 의미와 무함마드의 내적 본성을 추구하는 수피로 알려진 무슬림 신비주의자들은 이슬람의 예언자를 예언자뿐만 아니라 완벽한 인간으로 보았다. 모든 수피 교단은 그들의 영적 혈통을 무함마드에게로 거슬러 올라간다.

### 다른 종교
무함마드 사히브는 시크교도들에게 모세, 예수 등과 함께 인류에게 보내진 신성한 메신저 중 한 명으로 존경받는다. 시크교의 가장 성스러운 경전인 구루 그란트 사히브는 무함마드의 신앙을 따르는 진정한 무슬림은 "죽음과 삶의 환상"을 버릴 것이라고 명시한다. 시크교의 창시자인 구루 나나크는 바하이 발라의 자남사키에 명시된 대로, 자신의 삶에 개인적인 영향을 미친 신성한 경험의 원천으로 무함마드를 특히 칭송했다고 전해진다.
바하이 신앙의 추종자들은 무함마드를 여러 예언자 또는 "알라의 현현" 중 한 명으로 숭배한다. 그는 아담 시대의 마지막 현현, 즉 봉인으로 여겨지지만, 그의 가르침은 바하이 신앙의 창시자인 바하올라와 현재 시대의 첫 현현에 의해 대체되었다고 간주한다.
드루즈 전통은 여러 "멘토"와 "예언자"를 존경하며, 무함마드는 드루즈 신앙에서 중요한 알라의 예언자로 여겨지며, 역사상 다른 시기에 나타난 일곱 예언자 중 한 명이다.

### 내용주
1. ↑  /moʊˈhɑːməd/; 아랍어: مُحَمَّد Muḥammad[*]; ar
2. ↑  그는 무함마드 이븐 압둘라, 알라의 사도, 예언자 무함마드, 알라의 사도, 이슬람의 마지막 예언자 등 많은 칭호로 불리며, 모하메트, 모하메드, 마하마드, 무하마드, 모하메드 등 무함마드의 다양한 철자도 존재한다.
3. ↑  Goldman 1995, 63쪽는 이슬람의 지배적인 전통에 따라 632년 6월 8일로 기록한다. 많은 초기 (주로 비이슬람) 전통에서는 팔레스타인의 무슬림 정복 당시 그가 아직 살아 있었다고 언급한다.
4. ↑  옥스포드 이슬람 세계 대백과사전에 글을 쓴 Welch, Moussalli & Newby 2009에 따르면: "이슬람의 예언자는 세계의 위대한 문명 중 하나를 탄생시킨 종교적, 정치적, 사회적 개혁가였다. 현대 역사적 관점에서 무함마드는 이슬람의 창시자였다. 이슬람 신앙의 관점에서 그는 '경고하는 자'로 불린 알라의 사도였으며, 처음에는 아랍인에게, 그리고 모든 인류에게 전파되었다."
5. ↑  EoI에도 인용된 쿠란 43:31를 참조하라; Muhammad.
6. ↑  앞서 언급된 이슬람 역사 기록에 따르면, 무함마드가 대천사 가브리엘에 의해 자신에게 계시된 수라 알 나짐 (Q.53)을 낭송할 때, 사탄이 그를 유혹하여 19절과 20절 뒤에 다음 구절을 읊도록 했다. "당신들은 알라트와 알 우짜, 그리고 세 번째 다른 마나트에 대해 생각해 보았습니까? 이들은 존귀한 가라니크이며, 그들의 중재는 희망할 만합니다." (알라트, 알 우짜, 마나트는 메카인들이 숭배하던 세 여신이었다.) 비교: 이븐 이스하크, A. Guillaume p. 166.
7. ↑  "이 하루 동안의 일시적인 실수(본문에서 삭제됨)를 제외하면, 쿠란은 이교에 대해 단호하고 타협하지 않으며 노골적으로 경멸적이다." (The Cambridge Companion to Muhammad, Jonathan E. Brockopp, p. 35).
8. ↑  예를 들어 마르코 숄러의 쿠란 백과사전에 나오는 바누 쿠라이자 항목을 참조하여 라이하나의 지위에 대한 상이한 기록을 언급한다.
9. ↑  예를 들어, 샤 압드 알 라티프의 신디 시를 참조하라.

## =인용
1. 1 2 3  Conrad 1987.
2. ↑  Howarth, Stephen. Knights Templar. 1985. ISBN 978-0-8264-8034-7 p. 199.
3. 1 2  Muhammad Mustafa Al-A'zami (2003), The History of The Qur'anic Text: From Revelation to Compilation: A Comparative Study with the Old and New Testaments, pp. 26–27. UK Islamic Academy. ISBN 978-1-872531-65-6.
4. ↑  Ahmad 2009.
5. ↑  See:
  - Welch, Moussalli & Newby 2009
  - Esposito 1998, 9, 12쪽
  - Esposito 2002, 4–5쪽
  - Peters 2003, 9쪽
  - Buhl & Welch 1993
6. ↑  Nasr, Seyyed Hossein (2007). 〈Qurʾān〉. 《Encyclopædia Britannica》. 2015년 5월 5일에 원본 문서에서 보존된 문서. 2013년 9월 24일에 확인함.
7. ↑  Living Religions: An Encyclopaedia of the World's Faiths, Mary Pat Fisher, 1997, p. 338, I. B. Tauris.
8. ↑  쿠란 17:106
9. 1 2 3  Watt, William Montgomery; Sinai, Nicolai (2024). 〈Muhammad〉. 《Encyclopædia Britannica》. 2023년 2월 4일에 확인함.
10. ↑  Bennett 1998, 18–19쪽.
11. ↑  Peters 1994, 261쪽.
12. ↑  Shoemaker 2022, 80쪽.
13. 1 2  Abbott, Nabia (1967). 《Studies in Arabic Literary Papyri: Qur'anic Commentary and Tradition》 2. Chicago, USA: 시카고 대학교 출판부.
14. 1 2  Watt 1953, xi쪽.
15. ↑  Reeves 2003, 6–7쪽.
16. 1 2  Nigosian 2004, 6쪽.
17. ↑  Donner 1998, 132쪽.
18. ↑  Holland, Tom (2012). 《In the Shadow of the Sword》. Doubleday. 42쪽. ISBN 978-0-7481-1951-6. Things which it is disgraceful to discuss; matters which would distress certain people; and such reports as I have been told are not to be accepted as trustworthy – all these things have I omitted. [Ibn Hashim, p. 691.]
19. ↑  Armstrong 2013, 3쪽, Introduction.
20. ↑  Çakmak, Cenap (2017). 《Islam: a worldwide encyclopedia》. Santa Barbara, CA: ABC-CLIO. 1634쪽. ISBN 978-1610692175.
21. ↑  Watt 1953, xv쪽.
22. 1 2  Hoyland, Robert (2007). 《Writing the Biography of the Prophet Muhammad: Problems and Solutions》. 《History Compass》 5. 581–602쪽. doi:10.1111/j.1478-0542.2007.00395.x. ISSN 1478-0542.
23. ↑  Lecker, Michael (2010),  Brockopp, Jonathan E., 편집., “Glimpses of Muḥammad's Medinan decade”, 《The Cambridge Companion to Muhammad》 (Cambridge University Press), 61–80쪽, doi:10.1017/ccol9780521886079.004, ISBN 978-0-521-88607-9
24. 1 2  Lewis, Bernard (1993). 《Islam and the West》. 옥스퍼드 대학교 출판부. 33–34쪽. ISBN 978-0195090611.
25. ↑  Jonathan, A. C. Brown (2007). 《The Canonization of al-Bukhārī and Muslim: The Formation and Function of the Sunnī Ḥadīth Canon》. Brill. 9쪽. ISBN 978-90-04-15839-9. We can discern three strata of the Sunni ḥadīth canon. The perennial core has been the Ṣaḥīḥayn. Beyond these two foundational classics, some fourth-/tenth-century scholars refer to a four-book selection that adds the two Sunans of Abū Dāwūd (d. 275/889) and al-Nāsaʾī (d. 303/915). The Five Book canon, which is first noted in the sixth/twelfth century, incorporates the Jāmiʿ of al-Tirmidhī (d. 279/892). Finally, the Six Book canon, which hails from the same period, adds either the Sunan of Ibn Mājah (d. 273/887), the Sunan of al-Dāraquṭnī (d. 385/995) or the Muwaṭṭaʾ of Mālik b. Anas (d. 179/796). Later ḥadīth compendia often included other collections as well. None of these books, however, has enjoyed the esteem of al-Bukhārīʼs and Muslimʼs works.
26. ↑  Ardic 2012, 99쪽.
27. 1 2 3  Görke, Andreas (2020).  Brown, Daniel W., 편집. 《The Wiley Blackwell Concise Companion to the Hadith》. Wiley. 75–90쪽. doi:10.1002/9781118638477.ch4. ISBN 978-1-118-63851-4.
28. 1 2  Brown, Daniel W. (2020). 〈Western Hadith Studies〉.   Brown, Daniel W. 《The Wiley Blackwell Concise Companion to the Hadith》. Wiley. 39–56쪽. doi:10.1002/9781118638477.ch2. ISBN 978-1-118-63851-4.
29. ↑  Madelung 1997, xi, 19–20쪽.
30. ↑  Muhammad 보관됨 9 2월 2017 - 웨이백 머신 브리태니커 대백과사전. 2017년 2월 15일 검색.
31. ↑  Rodinson 2002, 38쪽.
32. ↑  Esposito 2003.
33. ↑  Robin 2012, 286–287쪽.
34. 1 2 3 4 5 6 7 8 9 10 11 12 13 14  Buhl & Welch 1993.
35. ↑  Turner, Colin (2005). 《Islam: The Basics》 1. 라우틀리지. 16쪽. ISBN 9780415341066.
36. ↑  Jacobs, Louis (1995). 《The Jewish Religion: A Companion》. Oxford University Press. 272쪽. ISBN 9780198264637.
37. ↑  Jean-Louis Déclais, Names of the Prophet, 쿠란 백과사전.
38. ↑  Esposito 1998, 6쪽.
39. ↑  Buhl & Welch 1993, 361쪽.
40. ↑  Rodinson 2021, 51쪽.
41. ↑  Marr J. S., Hubbard E., Cathey J. T. 2014: The Year of the Elephant. 
doi:10.6084/m9.figshare.1186833
Retrieved 21 October 2014 (GMT).
42. ↑  See:
  - Conrad 1987
  - Reynolds 2023, 16쪽
  - Johnson 2015, 286쪽
  - Peters 2010, 61쪽
  - Muesse 2018, 213쪽
  - Buhl & Welch 1993, 361쪽
43. ↑  Reynolds 2023, 16쪽.
44. ↑  Gibb et al. 1986, 102쪽.
45. ↑  Johnson 2015, 286쪽.
46. ↑  Meri, Josef W. (2004). 《Medieval Islamic civilization》 1. Routledge. 525쪽. ISBN 978-0-415-96690-0. 2013년 1월 3일에 확인함.
47. ↑  Watt 1971.
48. ↑  Watt 1960.
49. ↑  Rodinson 2021, 38, 41–43쪽.
50. 1 2  Watt 1961, 7쪽.
51. ↑  Armstrong 2013, 18쪽, Chapter One: Mecca.
52. ↑  Watt 1961, 8쪽.
53. ↑  Roggema 2008, 38–46쪽.
54. ↑  Roggema 2008, 46쪽.
55. ↑  See:
  - Roggema 2008, 52쪽
  - Gabriel 2007, 56쪽
  - Watt 1961, 9쪽
  - Buhl & Welch 1993, 362쪽
  - Anthony 2020, 73쪽
56. ↑  Anthony 2020, 73쪽.
57. ↑  Rodinson 2021, 49쪽.
58. ↑  Brown 2011, 100쪽.
59. ↑  Armstrong 2013, 20쪽, Chapter One: Mecca.
60. ↑  Rodinson 2021, 50, 55쪽.
61. ↑  Buhl & Welch 1993, 362쪽.
62. ↑  Ali, Wijdan (August 1999). 《From the Literal to the Spiritual: The Development of the Prophet Muhammad's Portrayal from 13th Century Ilkhanid Miniatures to 17th Century Ottoman Art》 (PDF). 《Proceedings of the 11th International Congress of Turkish Art》. 3쪽. ISSN 0928-6802. 2004년 12월 3일에 원본 문서 (PDF)에서 보존된 문서.
63. ↑  Glubb 2001, 79–81쪽.
64. ↑  Wensinck & Jomier 1990, 319쪽.
65. ↑  Rodgers 2012, 35쪽.
66. ↑  Netton 2013, 235쪽.
67. ↑  Peterson 2007, 51쪽.
68. ↑  Klein 1906, 7쪽.
69. ↑  Wensinck & Rippen 2002.
70. ↑  Rosenwein 2018, 148쪽.
71. 1 2  Armstrong 2013, 30쪽, Chapter One: Mecca.
72. ↑  쿠란 53:5–9
73. ↑  이븐 이스하크, 시라트 라술 알라, 153, in Guillaume, Life of Muhammad
74. 1 2  Brown 2003, 73쪽.
75. ↑  Armstrong 2013, 31쪽, Chapter One: Mecca.
76. ↑  이븐 이스하크, 시라트 라술 알라, 154, in Guillaume, Life of Muhammad
77. ↑  Phipps 2016, 37쪽.
78. ↑  Rosenwein 2018, 146쪽.
79. ↑  Buhl & Welch 1993, 363쪽.
80. ↑  Peterson 2007, 53–54쪽.
81. ↑  See:
  - Wensinck & Rippen 2002
  - Emory C. Bogle 1998, p. 7.
  - Rodinson 2002, 71쪽
82. ↑  Murray 2011, 552쪽.
83. ↑  Rāshid 2015, 11쪽.
84. ↑  Holt, Lambton & Lewis 1977, 31쪽.
85. ↑  Brockopp 2010, 40–42쪽.
86. ↑  Armstrong 2013, 32쪽, Chapter One: Mecca.
87. ↑  Armstrong 2013, 1쪽, Chapter Two: Jahiliyyah.
88. 1 2  Watt 1953, 86쪽.
89. 1 2  Armstrong 2013, 2쪽, Chapter Two: Jahiliyyah.
90. ↑  Ramadan 2007, 37–39쪽.
91. ↑  Armstrong 2007, 4, 46쪽, Introduction.
92. ↑  Armstrong 2013, 14쪽, Chapter Two: Jihad.
93. ↑  Armstrong 2013, 15쪽, Chapter Two: Jahiliyyah.
94. ↑  Watt 1953, 68쪽.
95. ↑  Buhl & Welch 1993, 364쪽.
96. ↑  Lewis 2002, 35–36쪽.
97. ↑  Muranyi 1998, 102쪽.
98. ↑  Gordon 2005, 120–121쪽.
99. ↑  Phipps 2016, 40쪽.
100. ↑  Brockopp 2010, 45–46쪽.
101. ↑  Glubb 2001, 113–114쪽.
102. ↑  Deming 2014, 68쪽.
103. ↑  Ibn Kathir & Gassick 2000, 342–343쪽.
104. ↑  Holt, Lambton & Lewis 1977, 36쪽.
105. ↑  Hazleton 2014, 125쪽.
106. ↑  Armstrong 2013, 26쪽, Chapter Two: Jahiliyyah.
107. ↑  Hazleton 2014, 125–126쪽.
108. ↑  Ibn Kathir & Gassick 2000, 344쪽.
109. ↑  Hazleton 2014, 125–127쪽.
110. ↑  Ibn Kathir & Gassick 2000, 344–345쪽.
111. ↑  Ṣallābī 2005, 460–461쪽.
112. 1 2  Peterson 2007, 75쪽.
113. ↑  Peterson 2007, 75–76쪽.
114. ↑  Beeston 1983, 210쪽.
115. ↑  See:
  - Phipps 2016, 114쪽
  - Schroeder 2002, 86쪽
  - Rodinson 2021, 167–168쪽
  - Margoliouth 2010, 135쪽
116. ↑  Cheikh 2015, 32쪽.
117. ↑  Peters 1994, 173–174쪽.
118. 1 2 3 4  Buhl & Welch 1993, 365쪽.
119. 1 2  Ahmed, Shahab (1998). 《Ibn Taymiyyah and the Satanic Verses》. 《Studia Islamica》 87 (Maisonneuve & Larose). 67–124쪽. doi:10.2307/1595926. ISSN 0585-5292. JSTOR 1595926.
120. ↑  The Cambridge Companion to Muhammad 2010, p. 35.
121. ↑  Al-Tabari 1987, 107–112쪽.
122. ↑  Ahmed 2017, 256–257쪽.
123. ↑  Armstrong 2013, 36쪽, Chapter Two: Jahiliyyah.
124. ↑  Watt 1961, 77쪽.
125. ↑  Glubb 2001, 126쪽.
126. ↑  Glubb 2001, 129쪽.
127. ↑  Lapidus 2012, 184쪽.
128. ↑  Rodinson 2021, 134쪽.
129. 1 2  Brown 2011, 22쪽.
130. 1 2  Rodinson 2021, 135쪽.
131. ↑  Holt, Lambton & Lewis 1977, 39쪽
132. ↑  Towghi 1991, 572쪽.
133. ↑  Adil 2002, 145쪽.
134. ↑  Adil 2002, 145–146쪽.
135. ↑  Adil 2002, 146쪽.
136. ↑  Armstrong 2013, 3–4쪽, Chapter Three: Hijrah.
137. ↑  무함마드 이븐 이스하크, 시라트 라술 알라, 280, in A. Guillaume, trans. and ed., The Life of Muhammad London, 1955, p. 193.
138. ↑  Watt, William Montgomery (1988). 《The History of al-Ṭabarī》. 6: Muhammad at Mecca. State University of New York Press. 116–117쪽. ISBN 978-1-4384-2340-1.
139. ↑  Adil 2002, 148쪽.
140. ↑  Bloom, Jonathan M.; Blair, Sheila (2009). 《The Grove encyclopedia of Islamic art and architecture》. Oxford University Press. 76쪽. ISBN 978-0-19-530991-1. 2011년 12월 26일에 확인함.
141. 1 2  Buhl & Welch 1993, 366쪽.
142. ↑  Sells 2002, 176쪽.
143. ↑  Sells 2002, 176–177쪽.
144. ↑  Fontaine 2022, 244쪽.
145. 1 2  Rodinson 2021, 143쪽.
146. ↑  Peters 2021, 211쪽.
147. 1 2 3  Rodinson 2021, 144쪽.
148. ↑  Fontaine 2022, 245쪽.
149. ↑  Glubb 2001, 144쪽.
150. ↑  Gabriel 2007, 61쪽.
151. ↑  Fontaine 2022, 245–247쪽.
152. ↑  Schacht et al. 1998, 366쪽.
153. ↑  Nigosian 2004, 10쪽.
154. ↑  Fontaine 2022, 246쪽.
155. ↑  Rodgers 2012, 49쪽.
156. ↑  Armstrong 2013, 27쪽, Chapter Three: Hijrah.
157. ↑  Peters 1994, 186–187쪽.
158. ↑  Armstrong 2013, 30쪽, Chapter Three: Hijrah.
159. ↑  Buhl & Welch 1993, 367쪽.
160. ↑  Armstrong 2013, 30–32쪽, Chapter Three: Hijrah.
161. ↑  Armstrong 2013, 15쪽, Chapter Four: Jihad.
162. 1 2  Humphreys 1991, 92쪽.
163. ↑  Arjomand 2022, 111쪽.
164. ↑  Rubin 2022, 8쪽.
165. ↑  Watt 1956, 227쪽.
166. ↑  Fazlur Rahman 1979, p. 21.
167. ↑  John Kelsay 1993, p. 21.
168. ↑  Watt 1961, 112–114쪽.
169. ↑  Rodinson 2002, 164쪽.
170. ↑  Holt, Lambton & Lewis 1977, 45쪽.
171. 1 2  Armstrong 2013, 11쪽, Chapter Four: Jihad.
172. ↑  쿠란 8:5–9
173. ↑  Glubb 2002, pp. 179–186.
174. ↑  Lewis 2002, p. 41.
175. ↑  Watt 1961, 123쪽.
176. ↑  Rodinson 2002, 168–169쪽.
177. ↑  Lewis 2002, p. 44.
178. ↑  Rodgers 2012, ch. 1.
179. ↑  Maulana Muhammad Ali, Muhammad The Prophet, pp. 199–200.
180. ↑  Watt 1956, 178–179쪽.
181. ↑  Zeitlin, Irving M. (2007). 《The Historical Muhammad》. John Wiley and Sons. 148쪽. ISBN 978-0-7456-5488-1.
182. ↑  Faizer, Rizwi (2010). 《The Life of Muhammad: Al-Waqidi's Kitab al-Maghazi》. Routledge. 79쪽. ISBN 978-1-136-92113-1.
183. 1 2 3  Buhl & Welch 1993, 370쪽.
184. 1 2  Rodinson 2021, 173쪽.
185. 1 2 3  Glubb 2001, 197쪽.
186. ↑  Lassner 2012, 143쪽.
187. ↑  Armstrong 2013, 20쪽, Chapter Four: Jihad.
188. ↑  Muhammad: Biography of the Prophet. Karen Armstrong. 2023
189. ↑  See:
  - Rodinson 2021, 173–174쪽
  - Glubb 2001, 197–198쪽
  - Brockopp 2010, 72쪽
  - Rodgers 2012, 109–110쪽
190. ↑  Gabriel 2007, 107쪽.
191. ↑  Rodinson 2021, 176쪽.
192. ↑  Al-Bukhari 1997, Vol. 5, no. 4037.
193. ↑  See:
  - Rodinson 2021, 176쪽
  - Gabriel 2007, 112–114쪽
  - Al-Bukhari 1997, Vol. 5, no. 4037
194. ↑  Gabriel 2007, 110쪽.
195. ↑  Gabriel 2007, 113쪽.
196. ↑  Gabriel 2007, 113–114쪽.
197. ↑  Gabriel 2007, 120–123쪽.
198. ↑  Armstrong 2013, 23쪽, Chapter Four: Jihad.
199. ↑  Rodgers 2012, 137쪽.
200. 1 2  Rodinson 2021, 191쪽.
201. ↑  Gabriel 2014, 127쪽.
202. ↑  Rodinson 2021, 192쪽.
203. ↑  Gabriel 2007, 127–128쪽.
204. ↑  Peters 1994, 219쪽.
205. ↑  Armstrong 2013, 30쪽, Chapter Four: Jihad.
206. ↑  Rodinson 2021, 193쪽.
207. ↑  Hazleton 2014, 240쪽.
208. ↑  Rodinson 2021, 194쪽.
209. ↑  Rodinson 2021, 196쪽.
210. ↑  Gabriel 2014, 130쪽.
211. 1 2  Rodinson 2021, 197쪽.
212. 1 2  Glubb 2001, 262쪽.
213. ↑  Watt 1956, 36–37쪽.
214. ↑  See:
  - Rodinson 2002, 209–211쪽
  - Watt 1961, 169쪽
215. 1 2  Uri Rubin, Quraysh, 쿠란 백과사전.
216. ↑  Watt 1961, 170–172쪽.
217. ↑  Peterson 2007, 126쪽.
218. ↑  Ramadan 2007, 141쪽.
219. ↑  Meri, Medieval Islamic Civilization: An Encyclopedia, p. 754.
220. ↑  Arafat. 《New Light on the Story of Banu Qurayza and the Jews of Medina》. 《Journal of the Royal Asiatic Society of Great Britain and Ireland》 1976. 100–107쪽.
221. ↑  Ahmad, pp. 85–94.
222. ↑  Nemoy, "Barakat Ahmad's "Muhammad and the Jews", p. 325. Nemoy is sourcing Ahmad's Muhammad and the Jews.
223. ↑  Kister, Meir J., 《The Massacre of the Banu Quraiza: A Re-Examination of a Tradition》 (PDF), 64–66쪽
224. ↑  Watt 1956, 39쪽.
225. 1 2 3  Watt, Aisha, 이슬람 백과사전.
226. ↑  Rodgers 2012, 148쪽.
227. 1 2  Gabriel 2007, 141쪽.
228. ↑  Glubb 2001, 249쪽.
229. ↑  Rodgers 2012, 147–148쪽.
230. ↑  Rodinson 2021, 211쪽.
231. 1 2  Rodinson 2021, 211–212쪽.
232. ↑  Miller 2011, 91쪽.
233. ↑  Lapidus 2012, 42쪽.
234. ↑  See:
  - Ibn Hishām, ʻAbd al-Malik; Ibn Isḥāq, Muḥammad (1967). 《The Life of Muhammad》. Pakistan Branch, Oxford University Press. 453쪽. ISBN 978-0-19-636034-8.
  - Al-Tabari 1997, 14쪽
  - Armstrong 2007, 148쪽
  - Brown 2011, 42쪽
  - Irving 1994, 149쪽
  - Muir 1861, 259쪽
  - Ramadan 2007, 140쪽
  - Waqidi 2011, 225쪽
  - Watt 1961, 170–173쪽
235. 1 2  Kister 2022, 62쪽.
236. 1 2 3  Rodinson 2021, 212쪽.
237. 1 2  Glubb 2001, 251쪽.
238. ↑  Nagel 2020, 119쪽.
239. ↑  See:
  - Glubb 2001, 252쪽
  - Rodgers 2012, 152쪽
  - Rodinson 2021, 213쪽
  - Hazleton 2014, 235쪽
240. ↑  Rodgers 2012, 179쪽.
241. ↑  Rodinson 2021, 248쪽.
242. ↑  Peters 2003b, 88쪽.
243. ↑  Glubb 2001, 255–256쪽.
244. 1 2  Glubb 2001, 267쪽.
245. 1 2  Rodinson 2021, 251–252쪽.
246. ↑  Glubb 2001, 280쪽.
247. ↑  Rodinson 2021, 253쪽.
248. ↑  Rodgers 2012, 197쪽.
249. ↑  Rodinson 2021, 200쪽.
250. ↑  Phipps 2016, 65쪽.
251. ↑  Rodgers 2012, 200–201쪽.
252. 1 2 3  Rodinson 2021, 254쪽.
253. ↑  See:
  - Glubb 2001, 282–283쪽
  - Rodinson 2021, 254쪽
  - Swarup 2011, 75쪽
  - Morgan 2009, 128쪽
254. ↑  Rodgers 2012, 202쪽.
255. ↑  Sa'd 1972, 139–140쪽.
256. 1 2 3  Rodgers 2012, 203쪽.
257. ↑  Glubb 2001, 283–284쪽.
258. ↑  Brown 2011, 48쪽.
259. ↑  Brown 2011, 49쪽.
260. 1 2  Glubb 2001, 283쪽.
261. 1 2  Khan 1998, pp. 274–275.
262. ↑  Lings 1987, p. 291.
263. ↑  Lings 1987, p. 292.
264. ↑  Watt 1956, 66쪽.
265. ↑  The Message by Ayatullah Ja'far Subhani, chapter 48 보관됨 2 5월 2012 - 웨이백 머신 referencing Sirah by Ibn Hisham, vol. II, page 409.
266. ↑  Rodinson 2002, 261쪽.
267. ↑  Harold Wayne Ballard, Donald N. Penny, W. Glenn Jonas 2002, p. 163.
268. ↑  Guillaume, Alfred (2001) [1955]. 《The Life of Muhammad: A Translation of Ishaq's "Sirat Rasul Allah"》. Oxford University Press. 552쪽. ISBN 978-0-19-636033-1. 2011년 12월 8일에 확인함. Quraysh had put pictures in the Ka'ba including two of Jesus son of Mary and Mary (on both of whom be peace!). ... The apostle ordered that the pictures should be erased except those of Jesus and Mary.
269. ↑  쿠란 110:1–3.
270. ↑  Glubb 2001, 320–321쪽.
271. ↑  Gabriel 2007, 181쪽.
272. ↑  Gabriel 2007, 182쪽.
273. ↑  Gabriel 2007, 186쪽.
274. ↑  Glubb 2001, 325쪽.
275. ↑  Rodgers 2012, 225쪽.
276. ↑  Rodinson 2021, 263–264쪽.
277. ↑  Glubb 2001, 326쪽.
278. 1 2  Rodinson 2021, 264쪽.
279. ↑  Glubb 2001, 327쪽.
280. ↑  Glubb 2001, 328쪽.
281. ↑  Gabriel 2014, 189쪽.
282. ↑  Gabriel 2014, 191–194쪽.
283. ↑  Rodinson 2021, 274–275쪽.
284. ↑  Gabriel 2014, 192–193쪽.
285. ↑  M. A. al-Bakhit, Tabuk, 이슬람 백과사전.
286. ↑  Rodgers 2012, 230쪽.
287. ↑  Gabriel 2007, 188쪽.
288. ↑  Rodgers 2012, 226쪽.
289. ↑  Rodinson 2021, 269쪽.
290. ↑  Gabriel 2007, 189쪽.
291. ↑  Glubb 2001, 344–345, 359쪽.
292. ↑  Gabriel 2014, 200쪽.
293. ↑  Glubb 2001, 358쪽.
294. ↑  Rodinson 2021, 285–286쪽.
295. ↑  Gabriel 2014, 203쪽.
296. ↑  Rodinson 2021, 286–287쪽.
297. ↑  Glubb 2001, 360쪽.
298. ↑  Rodinson 2021, 287쪽.
299. ↑  Glubb 2001, 361쪽.
300. ↑  Katz 2022, 147쪽.
301. 1 2  Holt, Lambton & Lewis 1977, 57쪽.
302. 1 2  Lapidus 2002, 31–32쪽.
303. ↑  Cole 1996, 268쪽.
304. ↑  Borup, Fibiger & Kühle 2019, 132쪽.
305. ↑  Ibn Kathīr 1998, 344쪽.
306. ↑  Buhl & Welch 1993, 374쪽.
307. ↑  Leila Ahmed 1986, 665–691 (686)
308. 1 2  Peters 2003, 90쪽.
309. ↑  Ariffin, Syed Ahmad Iskandar Syed (2005). 《Architectural Conservation in Islam: Case Study of the Prophet's Mosque》. Penerbit UTM. 88쪽. ISBN 978-983-52-0373-2.
310. ↑  “Prophet's Mosque”. Archnet.org. 2005년 5월 2일. 2012년 3월 23일에 원본 문서에서 보존된 문서. 2012년 1월 26일에 확인함.
311. ↑  "Isa", 이슬람 백과사전.
312. ↑  Al-Haqqani, Shaykh Adil; Kabbani, Shaykh Hisham (2002). 《The Path to Spiritual Excellence》. ISCA. ISBN 978-1-930409-18-7.
313. ↑  Weston, Mark (2008). 《Prophets and princes: Saudi Arabia from Muhammad to the present》. John Wiley and Sons. 102–103쪽. ISBN 978-0-470-18257-4.
314. 1 2  Behrens-Abouseif, Doris; Vernoit, Stephen (2006). 《Islamic art in the 19th century: tradition, innovation, and eclecticism》. Brill. 22쪽. ISBN 978-90-04-14442-2.
315. ↑  Weston 2008, 136쪽.
316. ↑  Cornell, Vincent J. (2007). 《Voices of Islam: Voices of the spirit》. Greenwood. 84쪽. ISBN 978-0-275-98734-3.
317. ↑  Ernst, Carl W. (2004). 《Following Muhammad: Rethinking Islam in the contemporary world》. University of North Carolina Press. 173–174쪽. ISBN 978-0-8078-5577-5.
318. ↑  Bennett 1998, 182–183쪽.
319. ↑  Clark, Malcolm (2011). 《Islam For Dummies》. John Wiley and Sons. 165쪽. ISBN 978-1-118-05396-6.
320. ↑  See:
  - Holt, Lambton & Lewis 1977, 57쪽
  - Hourani & Ruthven 2003, 22쪽
  - Lapidus 2002, 32쪽
  - Esposito 1998, 36쪽
321. ↑  Esposito 1998, 35–36쪽.
322. 1 2  Barbara Freyer Stowasser, Wives of the Prophet, 쿠란 백과사전.
323. ↑  Subhani, Jafar. 〈Chapter 9〉. 《The Message》. Ansariyan Publications, Qom. 2010년 10월 7일에 원본 문서에서 보존된 문서.
324. ↑  Esposito 1998, 18쪽.
325. ↑  Bullough, Vern L.; Shelton, Brenda Kurtz; Slavin, Sarah (1988). 《The Subordinated Sex: A History of Attitudes Toward Women》. University of Georgia Press. 119쪽. ISBN 9780820310022.
326. ↑  Reeves 2003, 46쪽.
327. ↑  See:
  - Nagel 2020, 301쪽
  - Kloppenborg & Hanegraaff 2018, 89쪽
  - Rodinson 2021, 150–151쪽
  - Forward 1997, 88–89쪽
  - Peterson 2007, 96–97쪽
  - Brown 2011, 76–77쪽
  - Phipps 2016, 142쪽
  - Morgan 2009, 134쪽
  - El-Azhari 2019, 24–25쪽
  - Anthony 2020, 115쪽
328. ↑  Ramadan 2007, 168–169쪽.
329. ↑  Barlas, Asma (2002). 《"Believing Women" in Islam: Unreading Patriarchal Interpretations of the Qur'an》. University of Texas Press. 125쪽. ISBN 9780292709041.
330. 1 2  Awde, Nicholas; Hill, Fred James (2003). 《A History of the Islamic World》. Hippocrene Books. 24쪽. ISBN 9780781810159.
331. ↑  Ordoni, Abu-Muhammad (1987).  Rahmati, Muhammad Sadeq, 편집. 《Fatima the Gracious》. Ansariyan Publications. 32, 42–44쪽.
332. ↑  Bearman et al. 2002, 475쪽.
333. ↑  Powers 2014, 100–101쪽.
334. ↑  “Slavery in Islam”. BBC. 2017년 6월 24일에 원본 문서에서 보존된 문서. 2016년 4월 16일에 확인함.
335. ↑  Farah 1994, p. 135.
336. ↑  “Arabic Presentation Forms-A” (PDF). 《The Unicode Standard, Version 5.2》. Mountain View, CA: The Unicode Consortium. 2009년 10월 1일. 2010년 5월 9일에 확인함.
337. ↑  Esposito 1998, 12쪽; Nigosian 2004, 17쪽.
338. ↑  A. J. Wensinck, Muʿd̲j̲iza, 이슬람 백과사전. Vol. 7, p. 295
339. ↑  Brockopp 2010, 47쪽.
340. ↑  Muhammad, 브리태니커 대백과사전, p. 9.
341. ↑  Stetkevych, Suzanne Pinckney (2010). 《The mantle odes: Arabic praise poems to the Prophet Muḥammad》. Indiana University Press. xii쪽. ISBN 978-0-253-22206-0. 2012년 1월 27일에 확인함.
342. ↑  쿠란 21:107
343. ↑  세이예드 호세인 나스르, 브리태니커 대백과사전, Muhammad, p. 13.
344. ↑  Ann Goldman, Richard Hain, Stephen Liben 2006, p. 212.
345. ↑  Bennett 1998, 36쪽.
346. ↑  Gabriel 2014, 120쪽.
347. ↑  Rodinson 2021, 181쪽.
348. ↑  Gabriel 2014, 121쪽.
349. 1 2 3  Wagtendonk, Kees (1987). 〈Images in Islam〉.   van der Plas, Dirk. 《Effigies dei: essays on the history of religions》. Brill. 119–124쪽. ISBN 978-90-04-08655-5. 2011년 12월 1일에 확인함.
350. ↑  Esposito 2011, 14–15쪽.
351. 1 2  Peters 2010, 159–161쪽.
352. ↑  Safi, Omid (2010). 《Memories of Muhammad》. HarperCollins. 32쪽. ISBN 978-0-06-123135-3. 2011년 12월 29일에 확인함.
353. 1 2 3  Safi, Omid (2011년 5월 5일). “Why Islam does (not) ban images of the Prophet”. 《워싱턴 포스트》. 2012년 2월 2일에 원본 문서에서 보존된 문서. 2011년 12월 27일에 확인함.
354. 1 2 3  Bakker, Freek L. (2009). 《The challenge of the silver screen: an analysis of the cinematic portraits of Jesus, Rama, Buddha and Muhammad》. BRILL. ISBN 978-90-04-16861-9.
355. ↑  Gruber, Christiane (2009). 〈Between Logos (Kalima) and Light (Nur): Representations of the Muslim Prophet Muhammad in Islamic Painting〉.   Necipoglu, Gulru. 《Muqarnas》 26. Brill. 234–235쪽. ISBN 978-90-04-17589-1. 2012년 7월 11일에 원본 문서에서 보존된 문서.
356. 1 2 3  Elverskog, Johan (2010). 《Buddhism and Islam on the Silk Road》. University of Pennsylvania Press. 167쪽. ISBN 978-0-8122-4237-9.
357. ↑  Elverskog, Johan (2010). 《Buddhism and Islam on the Silk Road》. University of Pennsylvania Press. 164–169쪽. ISBN 978-0-8122-4237-9.
358. ↑  Gruber, Christiane (2011). 〈When Nubuvvat encounters Valayat: Safavid painting of the "Prophet" Mohammad's Mi'raj, c. 1500–50〉.   Khosronejad, Pedram. 《The Art and Material Culture of Iranian Shi'ism: Iconography and Religious Devotion in Shi'i Islam》. I. B. Tauris. 46–47쪽. ISBN 978-1-84885-168-9. 2017년 1월 2일에 원본 문서에서 보존된 문서.
359. ↑  Edwards, Elizabeth; Bhaumik, Kaushik (2008). 《Visual sense: a cultural reader》. Berg. 344쪽. ISBN 978-1-84520-741-0.
360. ↑  Ruggles, D. Fairchild (2011). 《Islamic Art and Visual Culture: An Anthology of Sources》. John Wiley and Sons. 56쪽. ISBN 978-1-4051-5401-7.
361. 1 2  Boozari, Ali (2010). 〈Persian illustrated lithographed books on the miʻrāj: improving children's Shi'i beliefs in the Qajar period〉.   Gruber, Christiane J.; Colby, Frederick Stephen. 《The Prophet's ascension: cross-cultural encounters with the Islamic mi'rāj tales》. Indiana University Press. 252–254쪽. ISBN 978-0-253-35361-0.
362. ↑  Cambridge History of Islam (1970), p. 30.
363. 1 2 3  Lewis (1998) 보관됨 8 4월 2010 - 웨이백 머신
364. ↑  See:

  - Watt 1961, 234쪽
  - Robinson 2004, 21쪽
  - Esposito 1998, 98쪽
  - R. Walzer, Ak̲h̲lāḳ, 이슬람 백과사전 온라인.
365. ↑  Islamic ethics, 윤리학 백과사전.
366. ↑  Holt, Lambton & Lewis 1977, 34쪽.
367. ↑  Esposito 1998, 30쪽.
368. ↑  Holt, Lambton & Lewis 1977, 52쪽.
369. ↑  Warraq, Ibn (2007). 《Defending the West: A Critique of Edward Said's Orientalism》. Prometheus. 147쪽. ISBN 978-1-61592-020-4. Indeed, [Postel's] greater tolerance for other religions was much in evidence in Πανθενωδια: compostio omnium dissidiorum, where, astonishingly for the sixteenth century, he argued that Muhammad ought to be esteemed even in Christendom as a genuine prophet.
370. 1 2 3 4  Brockopp 2010, 240–242쪽.
371. ↑  Talk Of Napoleon At St. Helena 1903, pp. 279–280.
372. ↑  Brockopp 2010, 244쪽.
373. ↑  Carlyle, Thomas (1841). 《On heroes, hero worship and the heroic in history》. London: James Fraser. 87쪽.
374. ↑  Ali, Kecia (2014). 《The Lives of Muhammad》. Harvard University Press. 48쪽. ISBN 978-0-674-74448-6.
375. ↑  Ian Almond, History of Islam in German Thought: From Leibniz to Nietzsche, 라우틀리지 2009, p. 93.
376. ↑  Tolan, John. "The Prophet Muhammad: A Model of Monotheistic Reform for Nineteenth-Century Ashkenaz." Common Knowledge, vol. 24 no. 2, 2018, pp. 256–279.
377. ↑  Bell, Richard; Watt, William Montgomery (1970). 《Bell's Introduction to the Qurʼān》. Edinburgh University Press. 18쪽. ISBN 978-0-7486-0597-2.
378. ↑  Watt 1961, 232쪽.
379. ↑  Watt 1961, 17쪽.
380. ↑  Holt, Lambton & Lewis 1977, 37쪽.
381. ↑  Lewis 1993, p. 45.
382. ↑  Gottheil, Montgomery & Grimme 1906.
383. ↑  Stillman 1979.
384. 1 2  Goddard 2000.
385. 1 2  Buhl & Welch 1993, 360–376쪽.
386. 1 2  Quinn 2008.
387. ↑  Curtis 2009.
388. ↑  Cimino 2005.
389. ↑  Willis 2013.
390. ↑  Spellberg 1996.
391. ↑  J. Schacht, Fiḳh, 이슬람 백과사전.
392. ↑  Muhammad, 브리태니커 대백과사전, pp. 11–12.
393. ↑  Johal, Jagbir (2011). 《Sikhism today》. Continuum. 1–2쪽. ISBN 978-1-4411-8140-4.
394. ↑  《The Sikh Review》 (영어). Sikh Cultural Centre. 2003.
395. ↑  《Khalsa Samachar - Gurubani Is Jag Mahi Chan Nu》 (펀자브어).
396. ↑  Smith, P. (1999). 《A Concise Encyclopedia of the Baháʼí Faith》. Oxford: Oneworld. 251쪽. ISBN 978-1-85168-184-6.
397. ↑  “A Baháʼí Approach to the Claim of Finality in Islam”. 《bahai-library.com》. 2016년 6월 19일에 원본 문서에서 보존된 문서. 2016년 6월 20일에 확인함.
398. ↑  Brockman, Norbert C. (2011). 《Encyclopedia of Sacred Places》 2판. ABC-CLIO. 259쪽. ISBN 978-1-59884-655-3.
399. ↑  Hitti, Philip K. (1928). 《The Origins of the Druze People and Religion: With Extracts from Their Sacred Writings》. Library of Alexandria. 37쪽. ISBN 978-1-4655-4662-3.
400. ↑  Dana, Nissim (2008). 《The Druze in the Middle East: Their Faith, Leadership, Identity and Status》. Michigan University Press. 17쪽. ISBN 978-1-903900-36-9.

#### 이슬람 백과사전
- Abel, 아르망 아벨 (1960). 〈Baḥīrā〉. 《이슬람 백과사전》 1 2판. Brill.
- Buhl, F.; Welch, A. T. (1993). 〈Muḥammad〉. 《이슬람 백과사전》 7 2판. Brill. 360–376쪽. ISBN 978-90-04-09419-2.
- 〈Muhammed〉. 《TDV Encyclopedia of Islam, Vol. 30 (Misra – Muhammedi̇yye)》 (튀르키예어). 이스탄불: 튀르키예 디야넷 재단, 이슬람 연구 센터. 2005. 406–479쪽. ISBN 978-975-389-402-9.
- Muslim, Imam Abul-Husain; Al-Khattab, Nasiruddin (2007). 《Sahih Muslim》. Riyadh: Dar-us-Salam. ISBN 978-9960-9919-0-0.
- Peters, F. E. (2021). 《Judaism, Christianity, and Islam: The Classical Texts and Their Interpretation》. 1: From Convenant to Community. Princeton University Press. ISBN 978-0-691-22682-8.
- Sa'd, Muḥammad Ibn (1972). 《Kitab Al-tabaqat Al-kabir》 2. Pakistan Historical Society.
- Watt, W. Montgomery (1971). 〈Ḥalīma Bint Abī Ḏh̲uʾayb〉. 《이슬람 백과사전》 3 2판. Brill.
- Watt, W. Montgomery (1960). 〈Āmina〉. 《이슬람 백과사전》 1 2판. Brill.
- Wensinck, A. J.; Rippen, A. (2002). 〈Waḥy〉. 《이슬람 백과사전》 11 2판. Brill.
- Wensinck, A. J.; Jomier, J. (1990). 〈Ka'ba〉. 《이슬람 백과사전》 4 2판. Brill.